# Calotmul (sitio arqueológico)

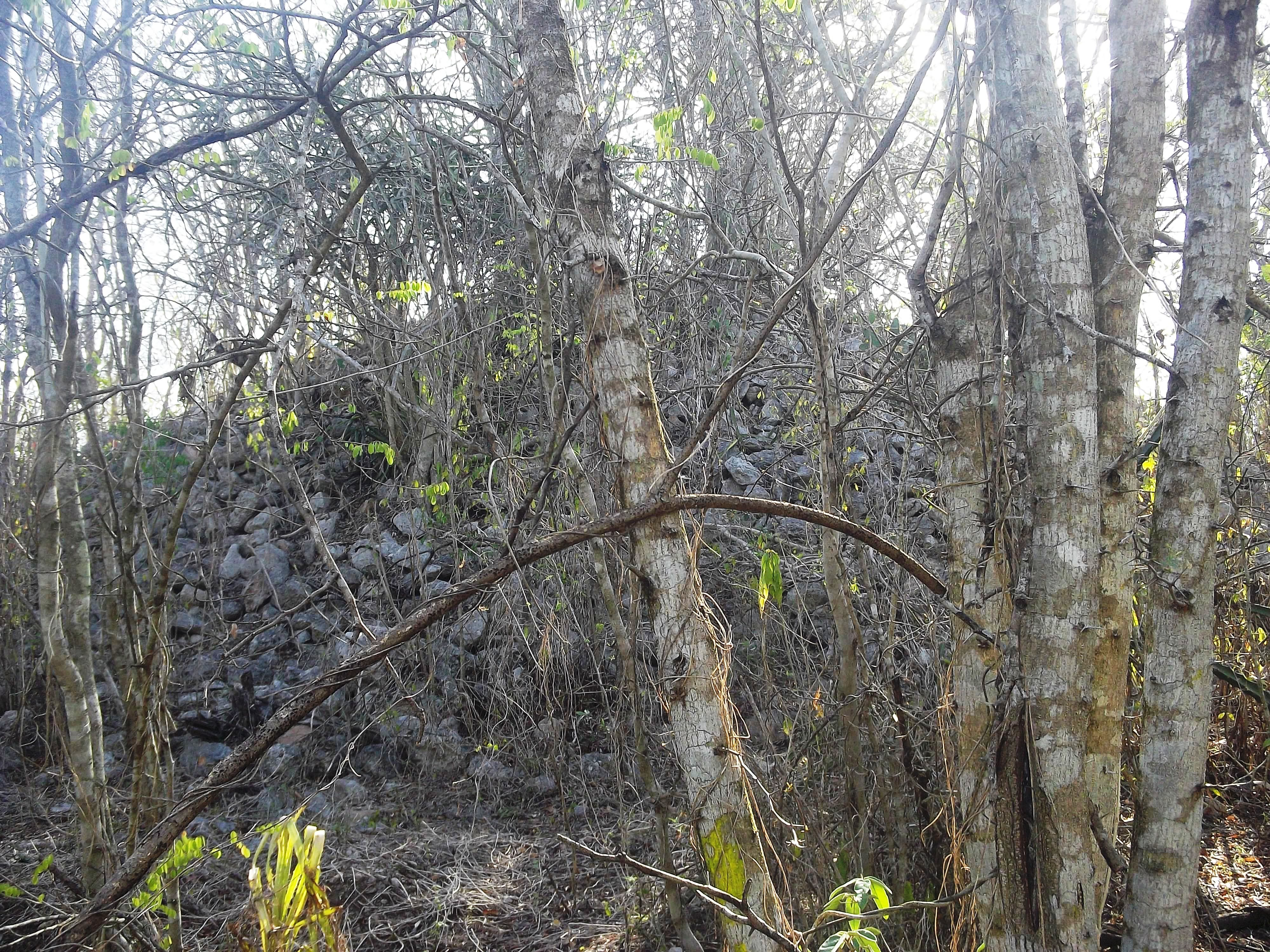
Sitio arqueológico de Calotmul al surponiente de Yaxkukul, Yucatán.

El sitio arqueológico de Calotmul se encuentra en el municipio de Yaxkukul, a unos 25 km al noreste de Mérida, capital del estado de Yucatán.

## Toponimia
El nombre Calotmul significa en idioma maya  ‘dos cerros juntos’.

## Yacimiento arqueológico
Cuenta con por lo menos 11 basamentos piramidales y una extensión superior a los 8 km².
Existen otros yacimientos arqueológicos cercanos tales como Flor de Mayo, ubicado en el kilómetro 1 de la carretera Mérida-Tixkokob, y San Pedro Nohpat, relacionado con el anterior, los cuales se encuentran también en riesgo de desaparecer.

## Galería

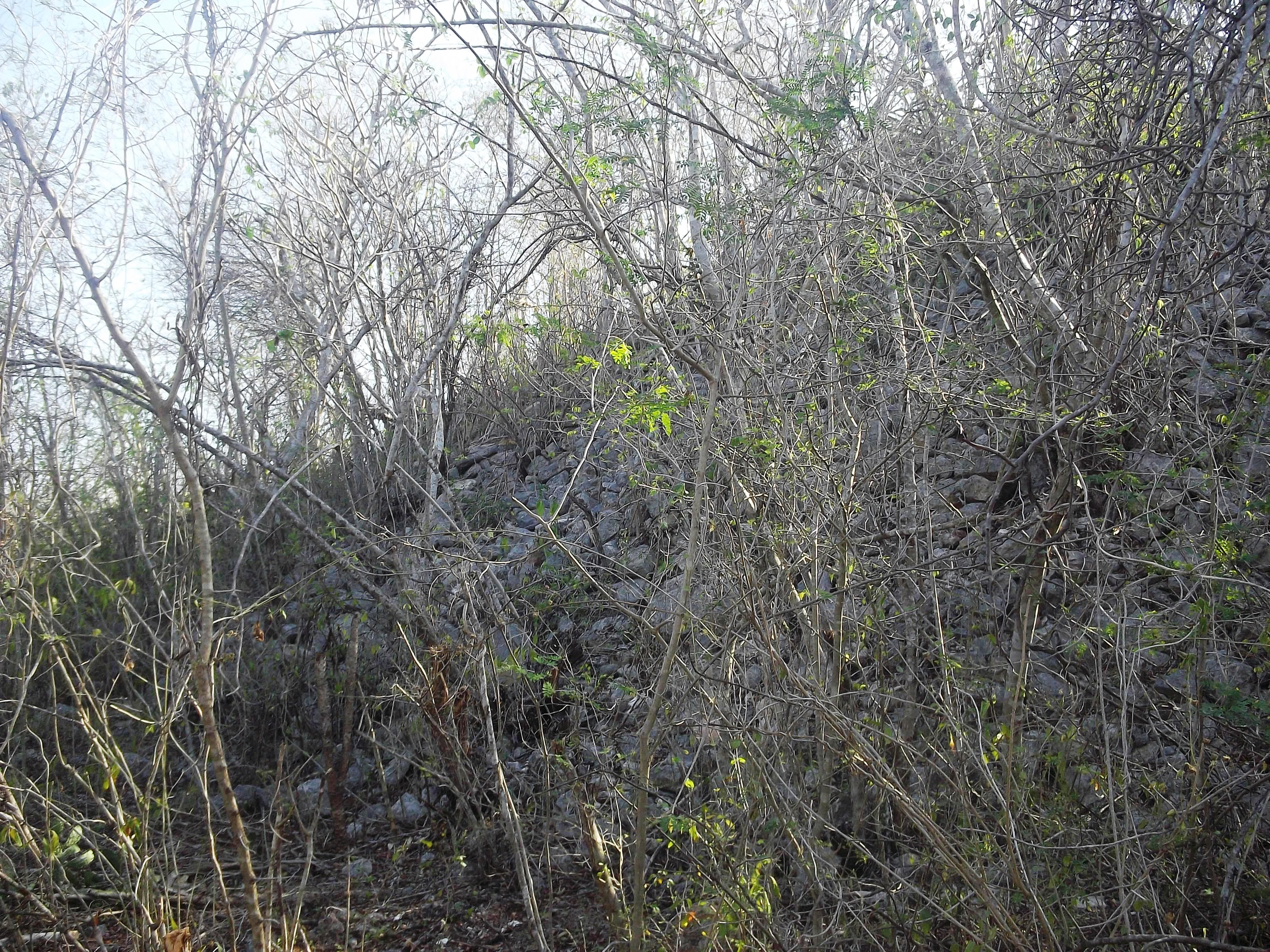
Vestigios mayas de Calotmul.
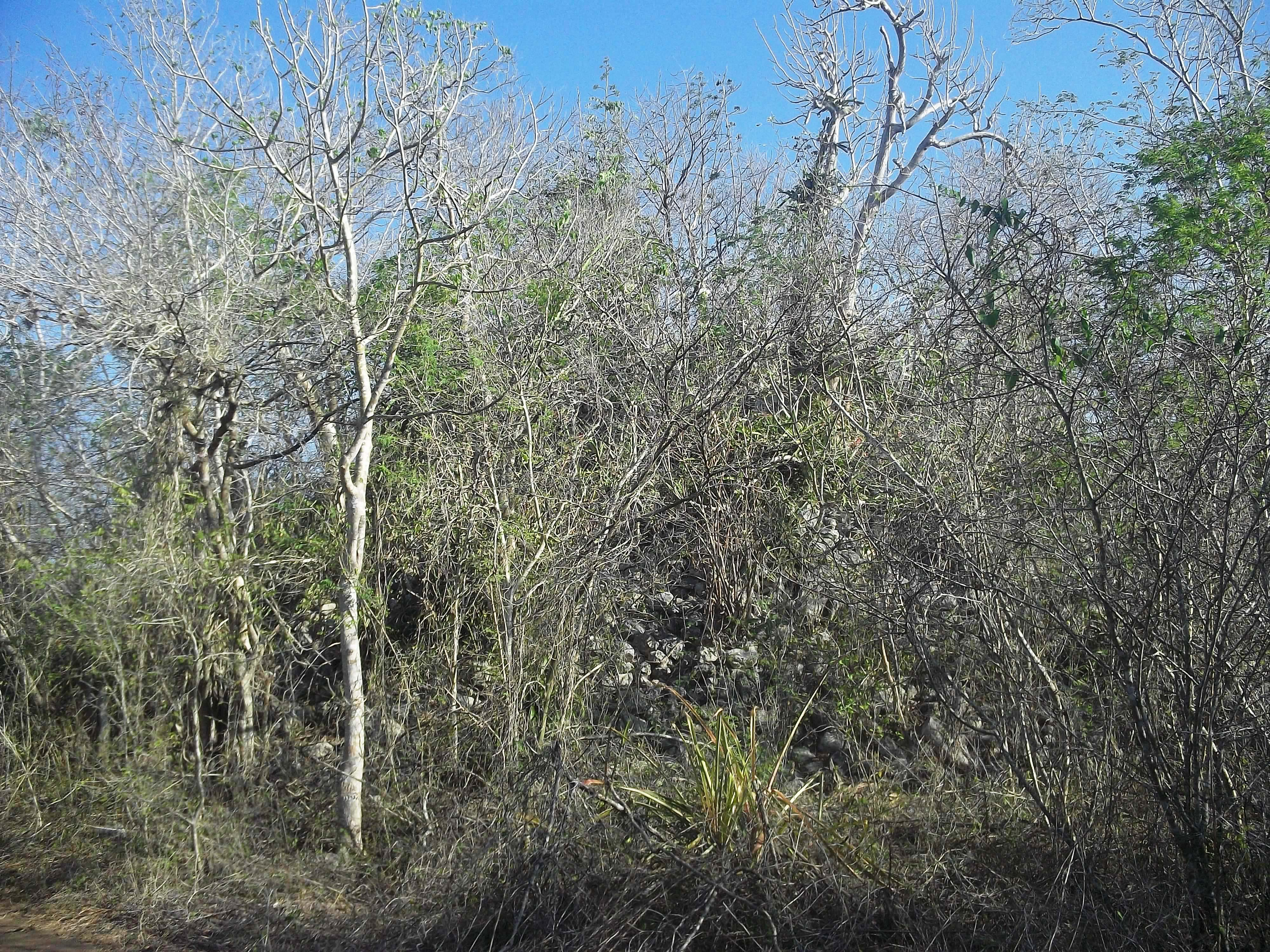
Vestigios mayas de Calotmul.
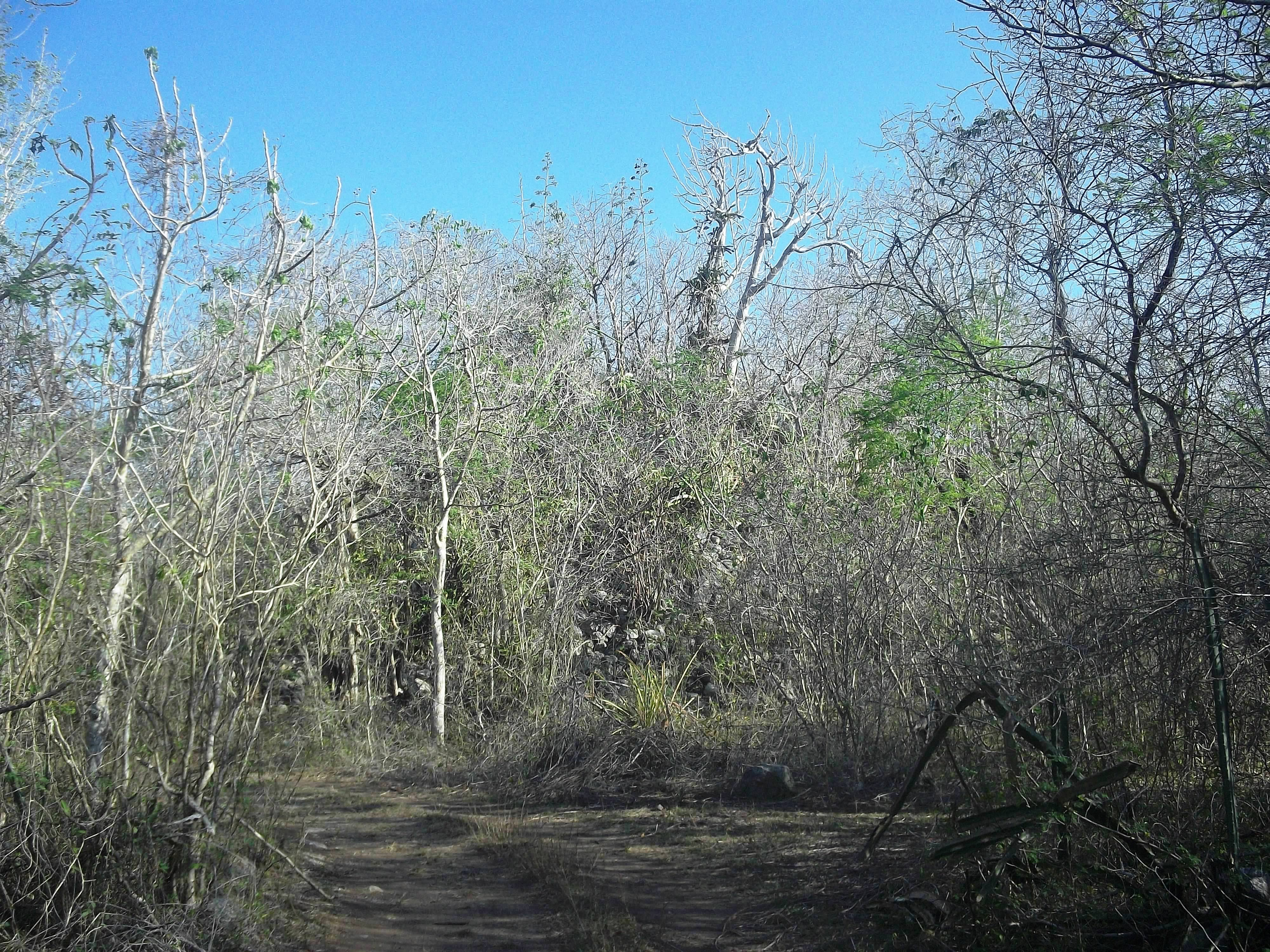
Vestigios mayas de Calotmul.
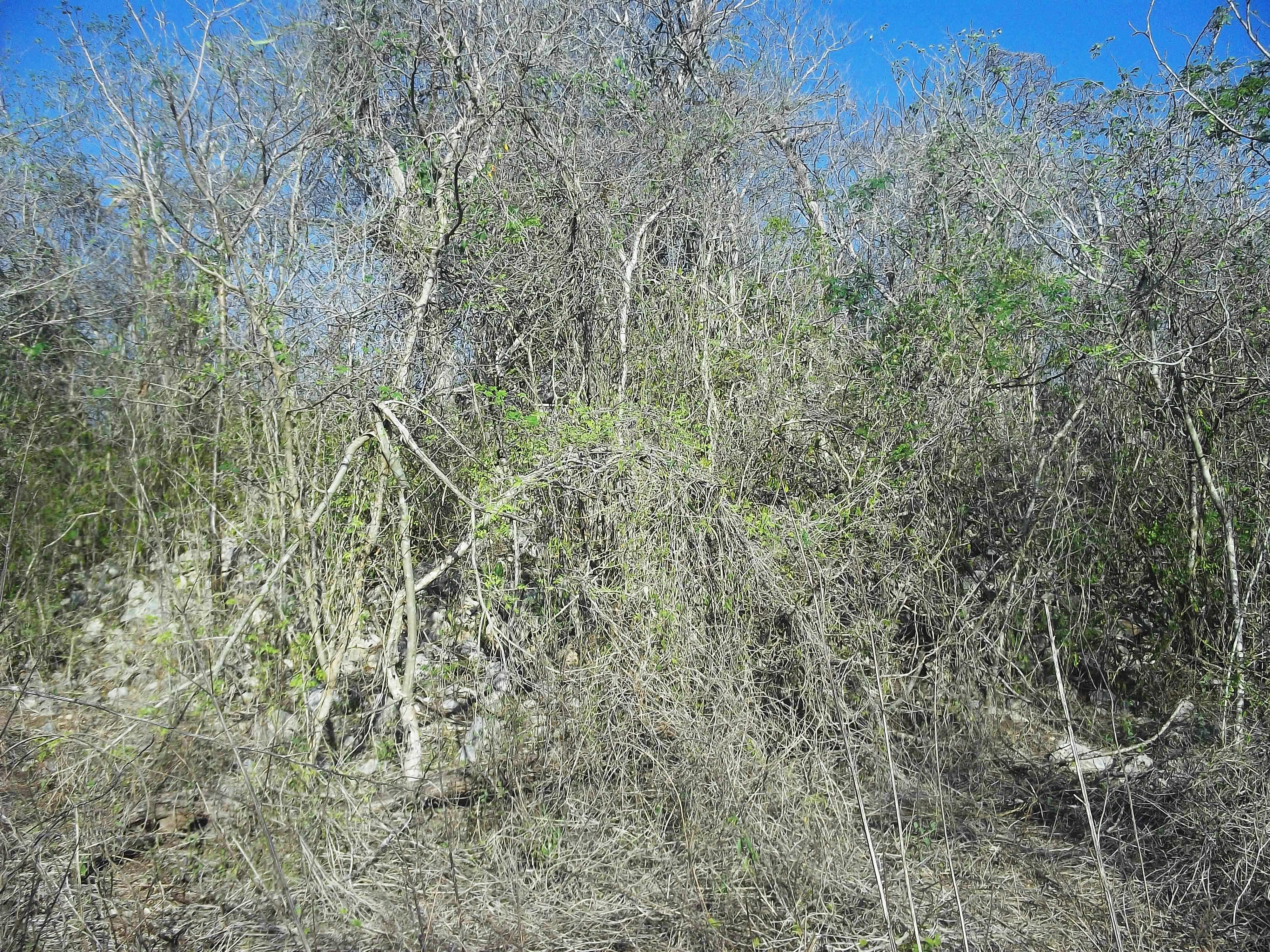
Vestigios mayas de Calotmul.
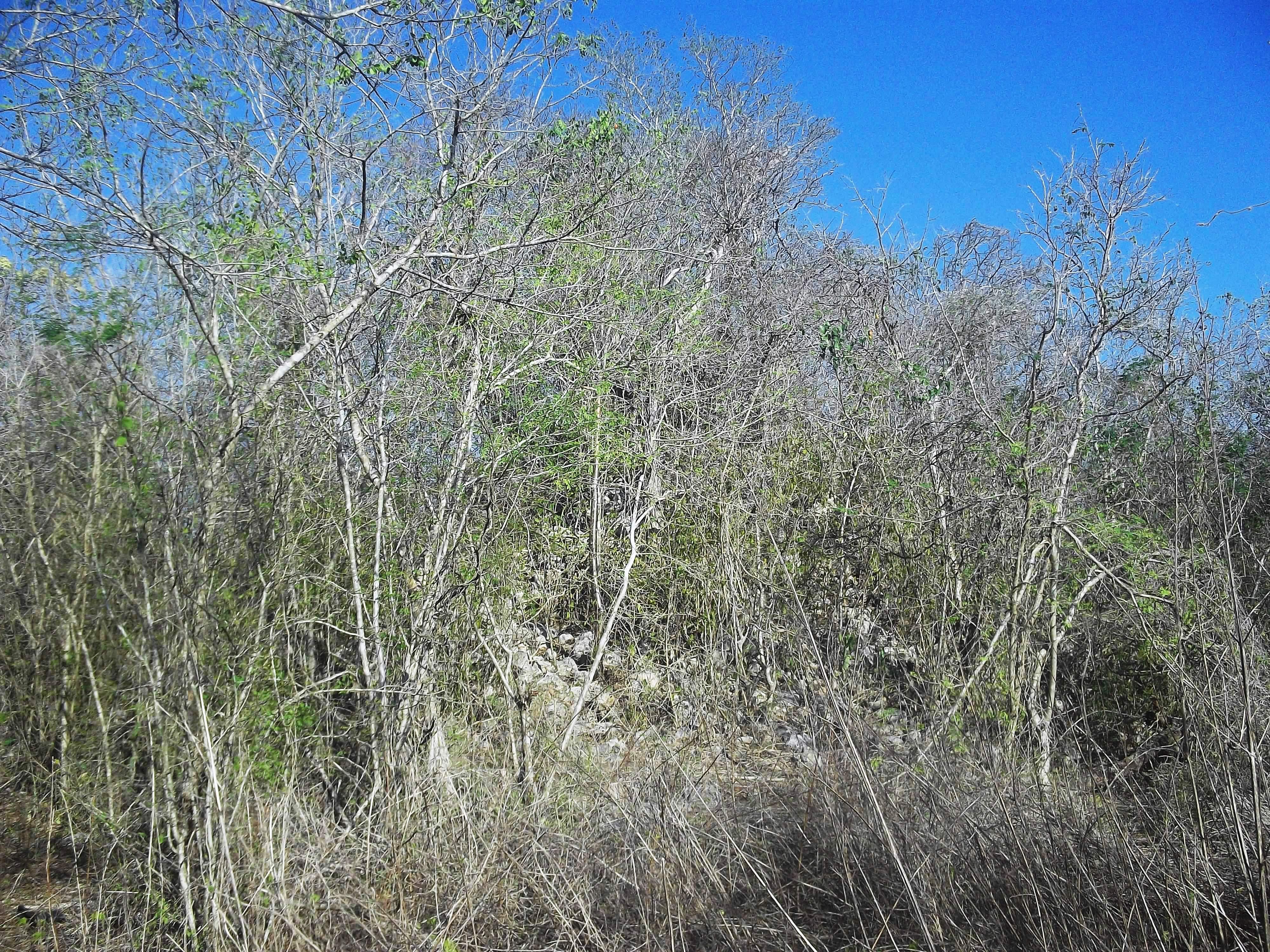
Vestigios mayas de Calotmul.
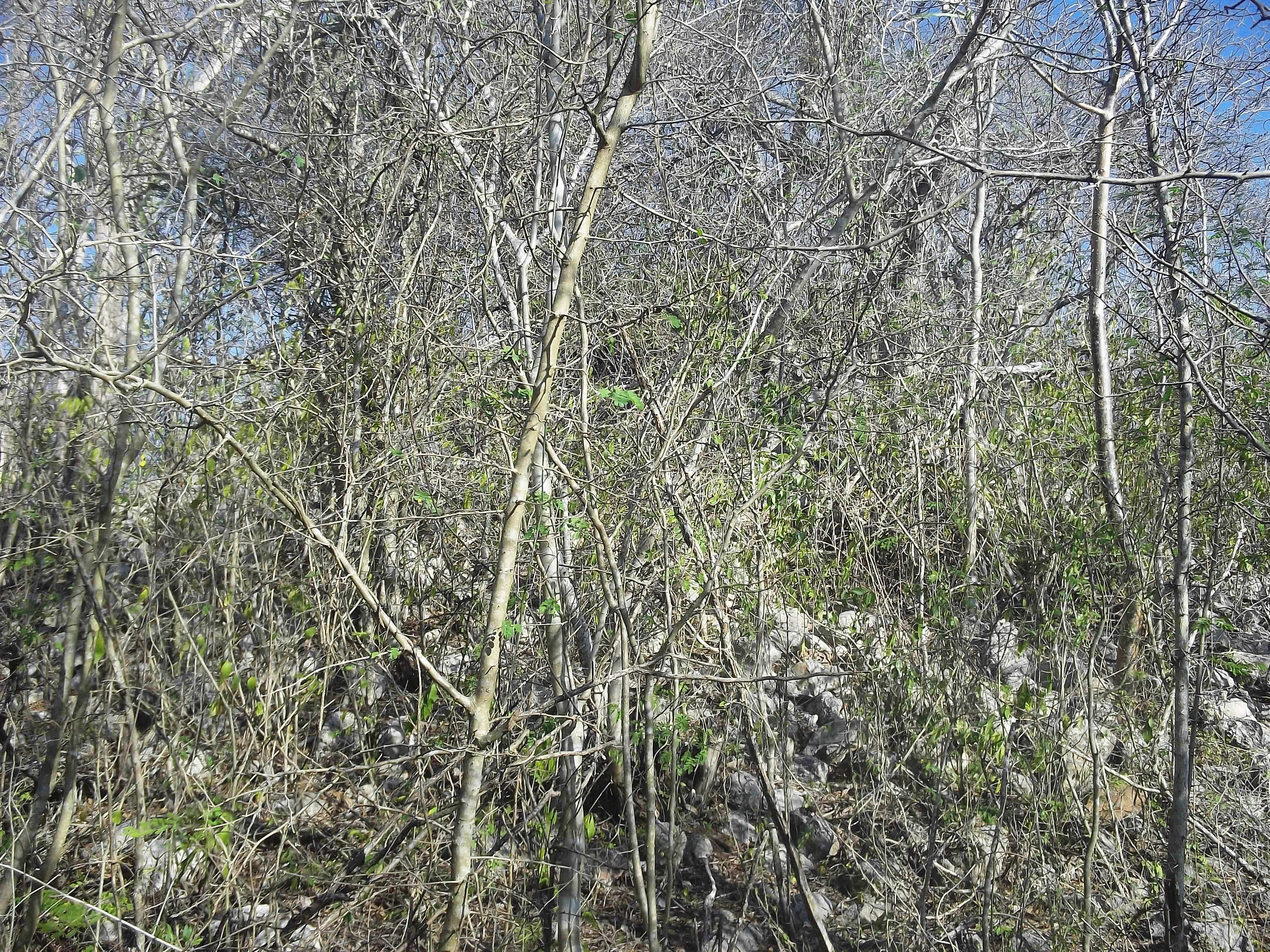
Vestigios mayas de Calotmul.
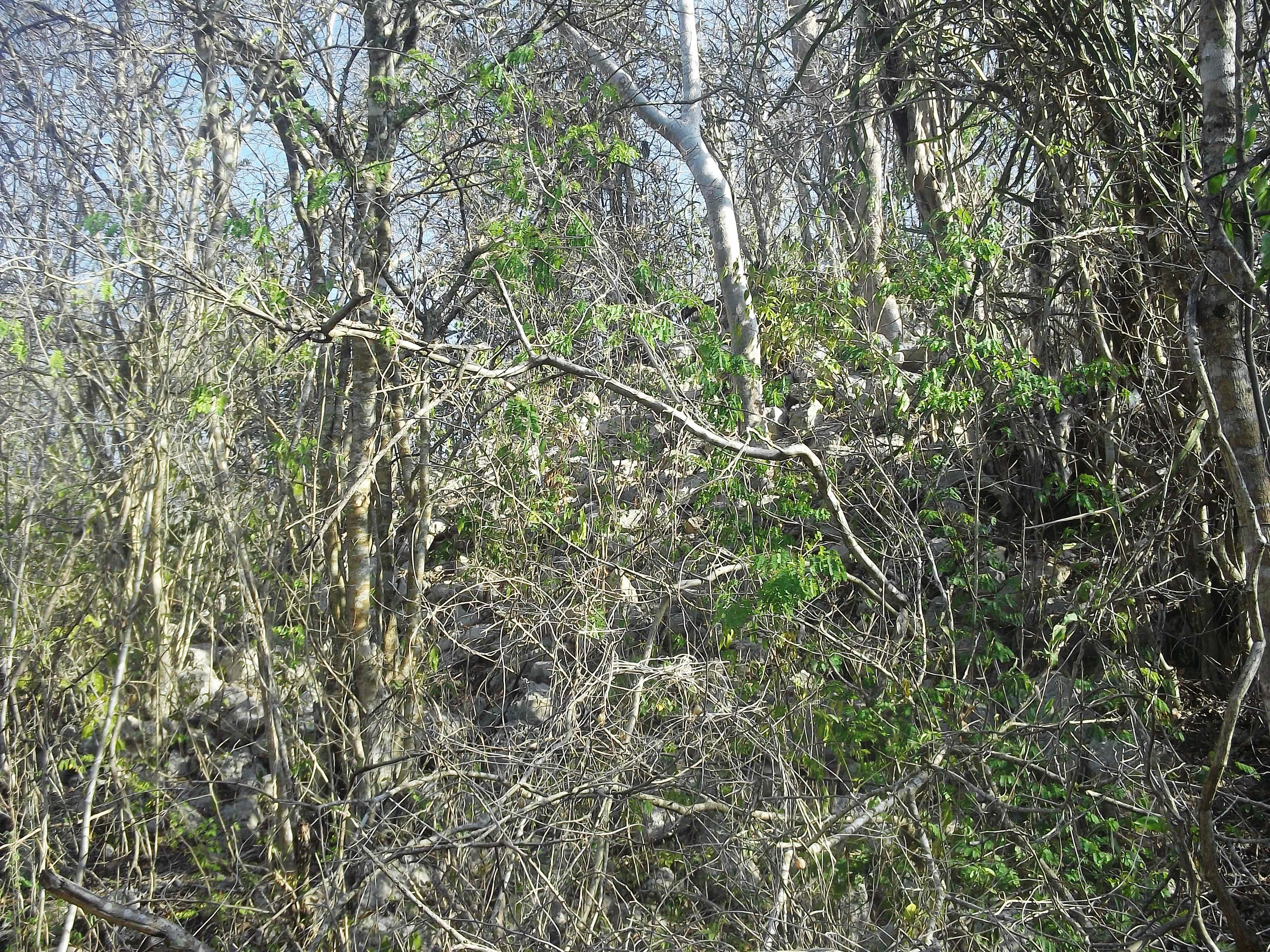
Vestigios mayas de Calotmul.
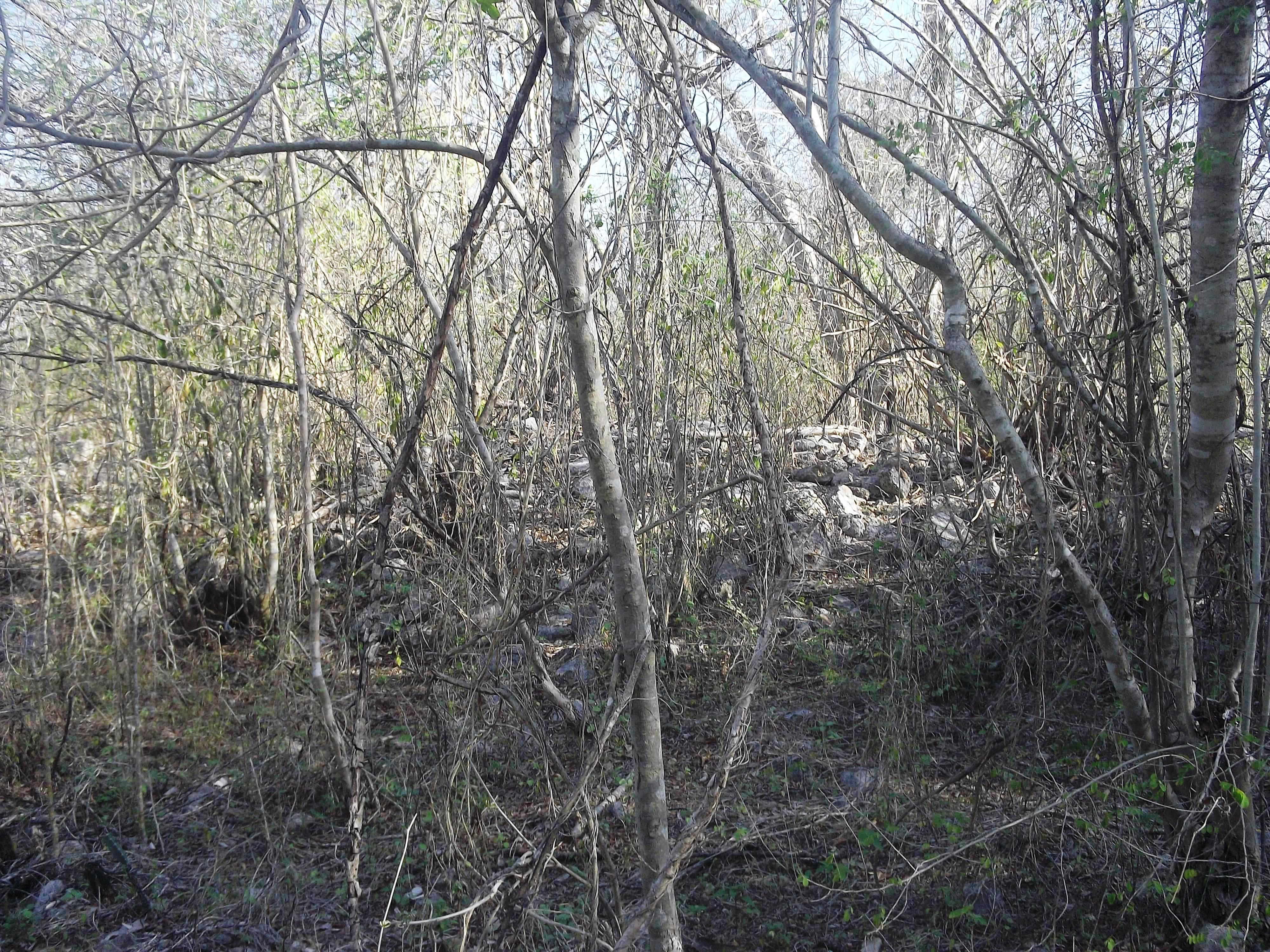
Vestigios mayas de Calotmul.
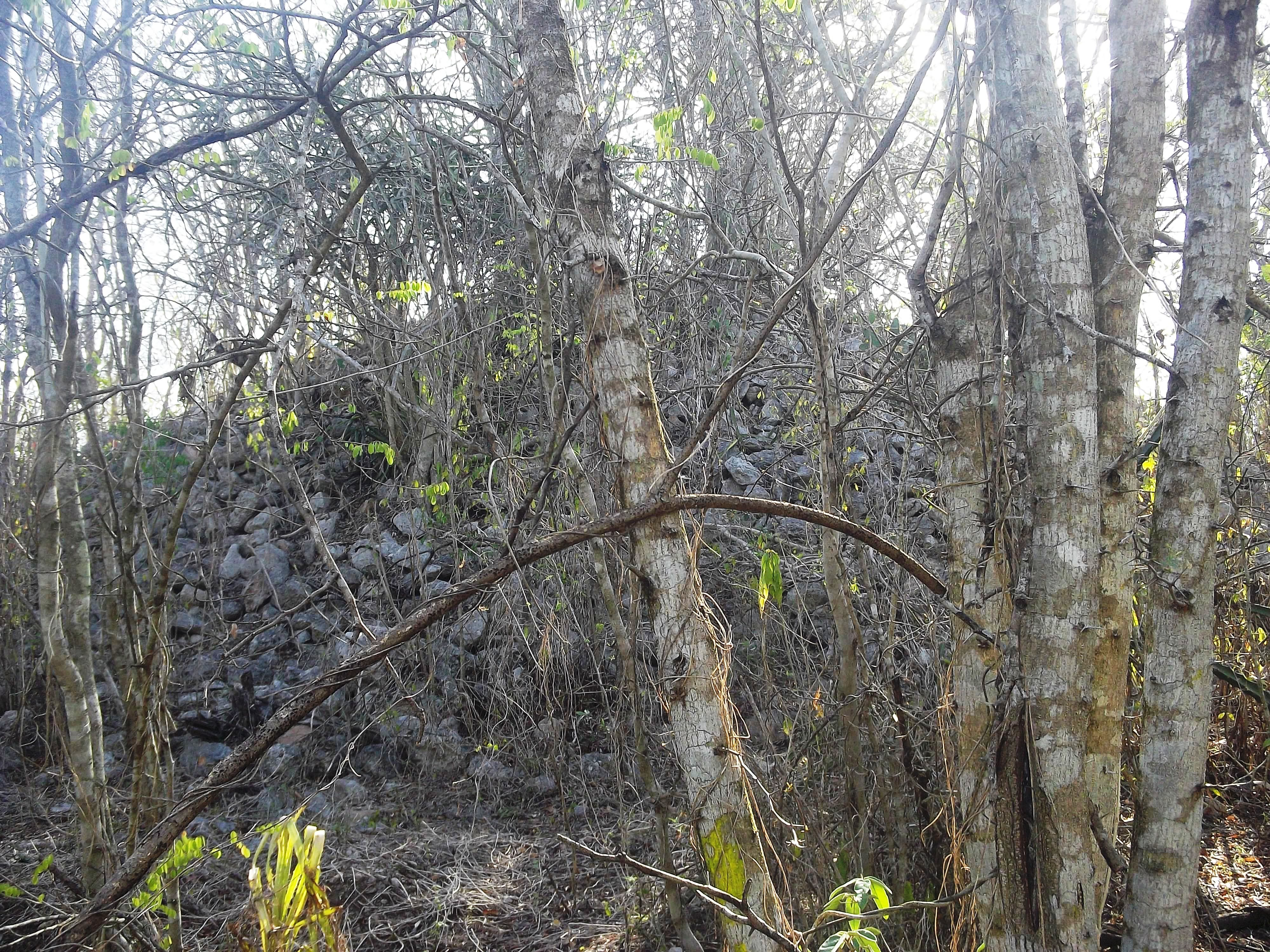
Vestigios mayas de Calotmul.
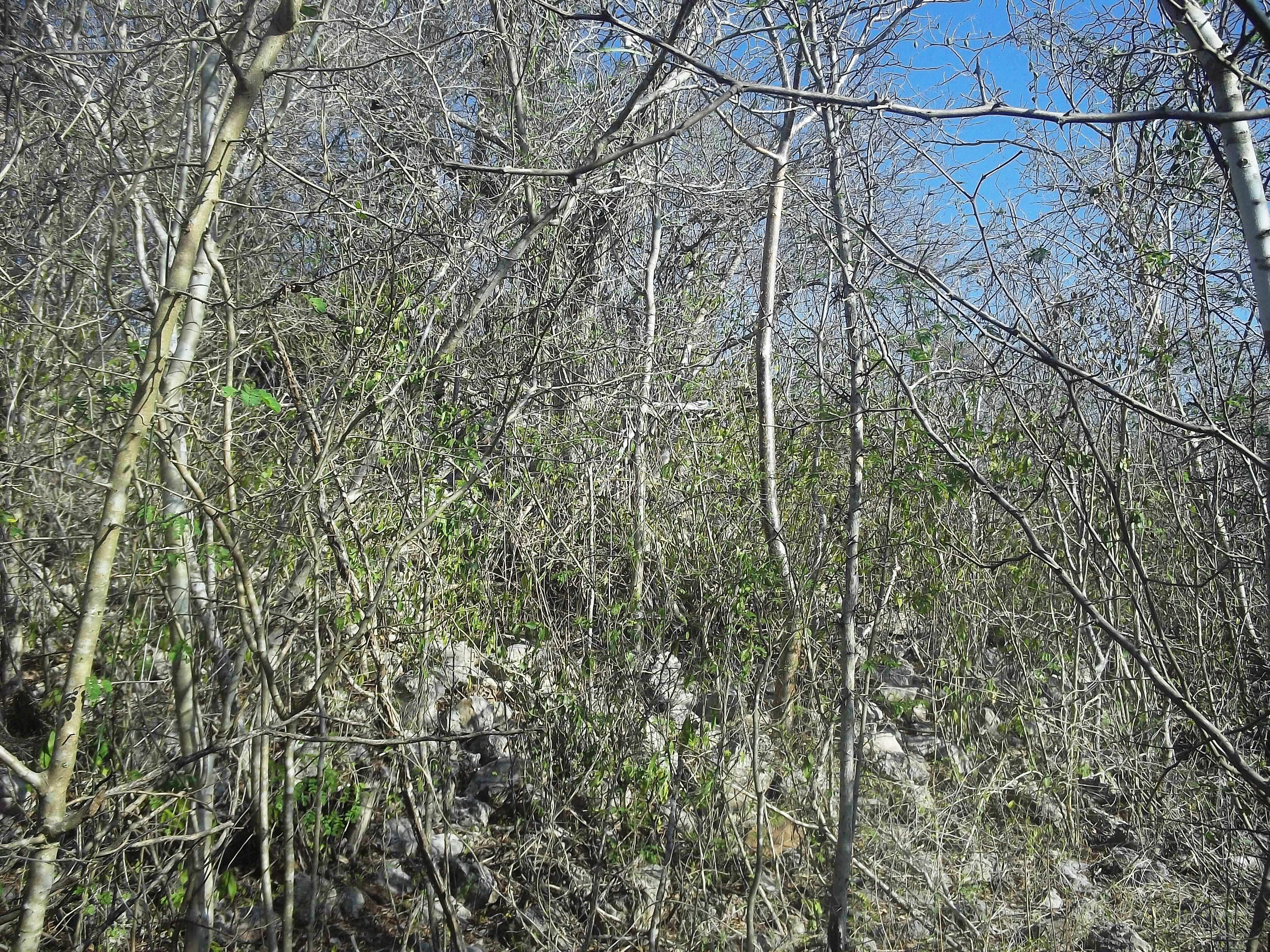
Vestigios mayas de Calotmul.
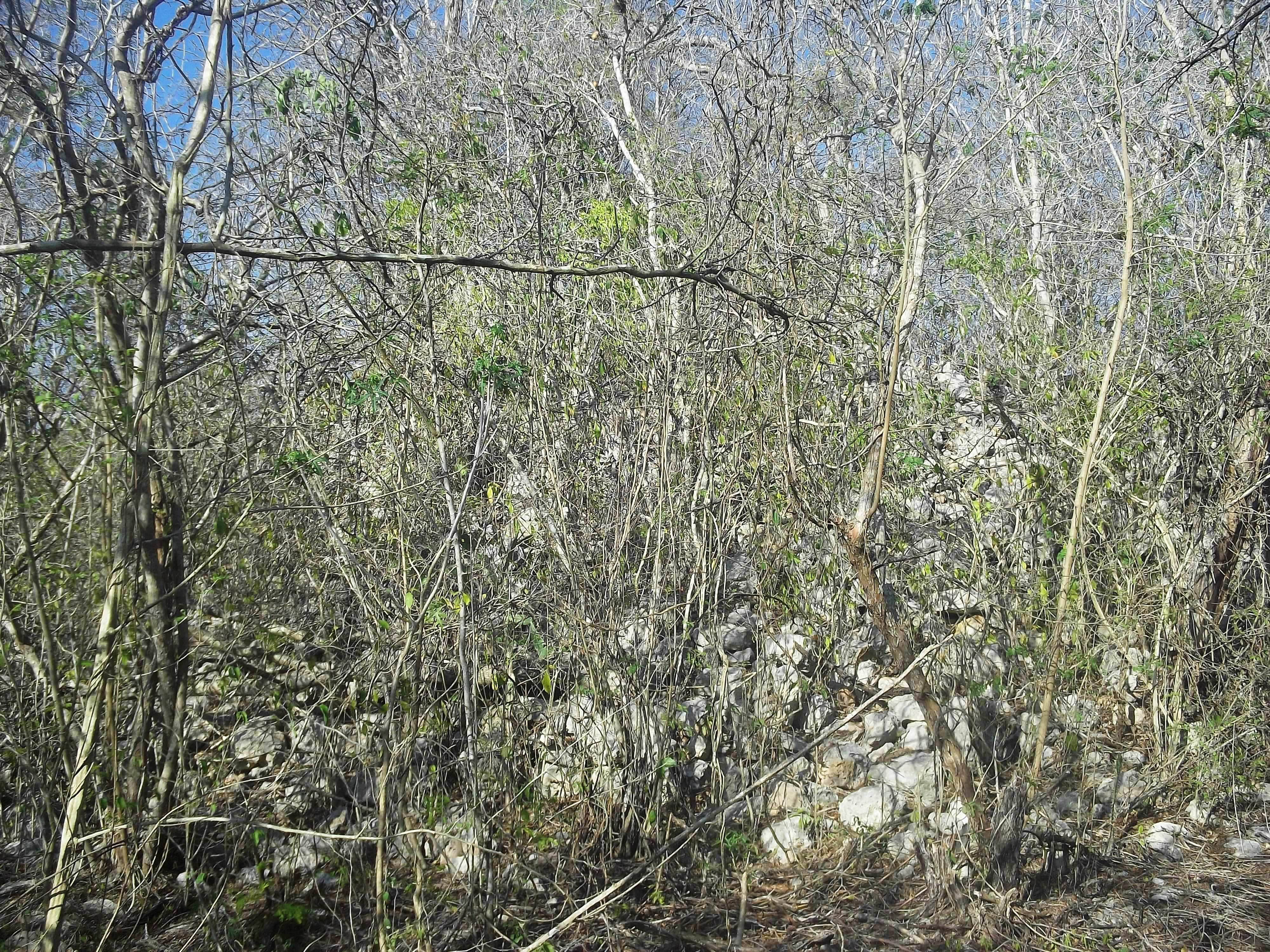
Vestigios mayas de Calotmul.
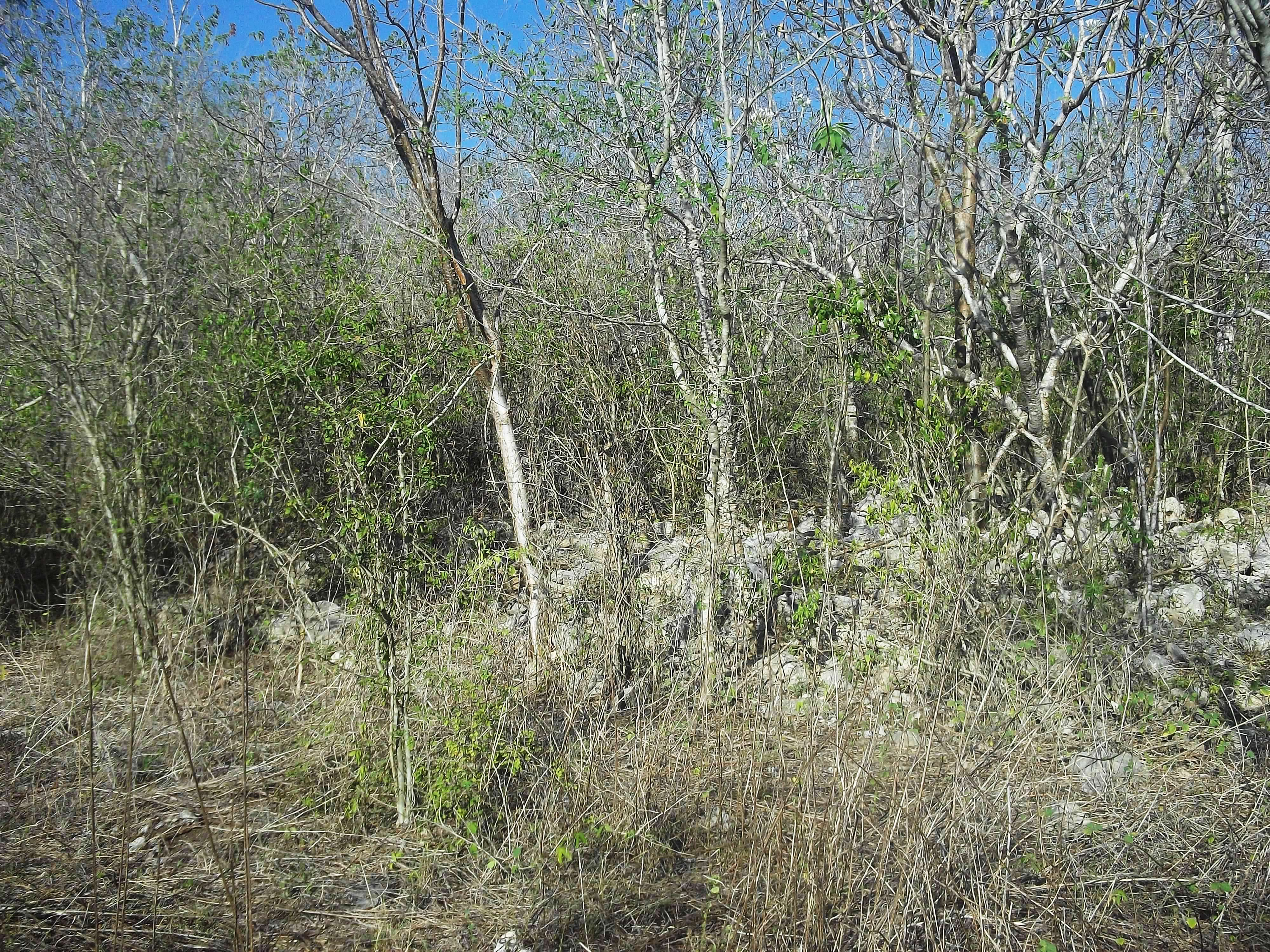
Vestigios mayas de Calotmul.
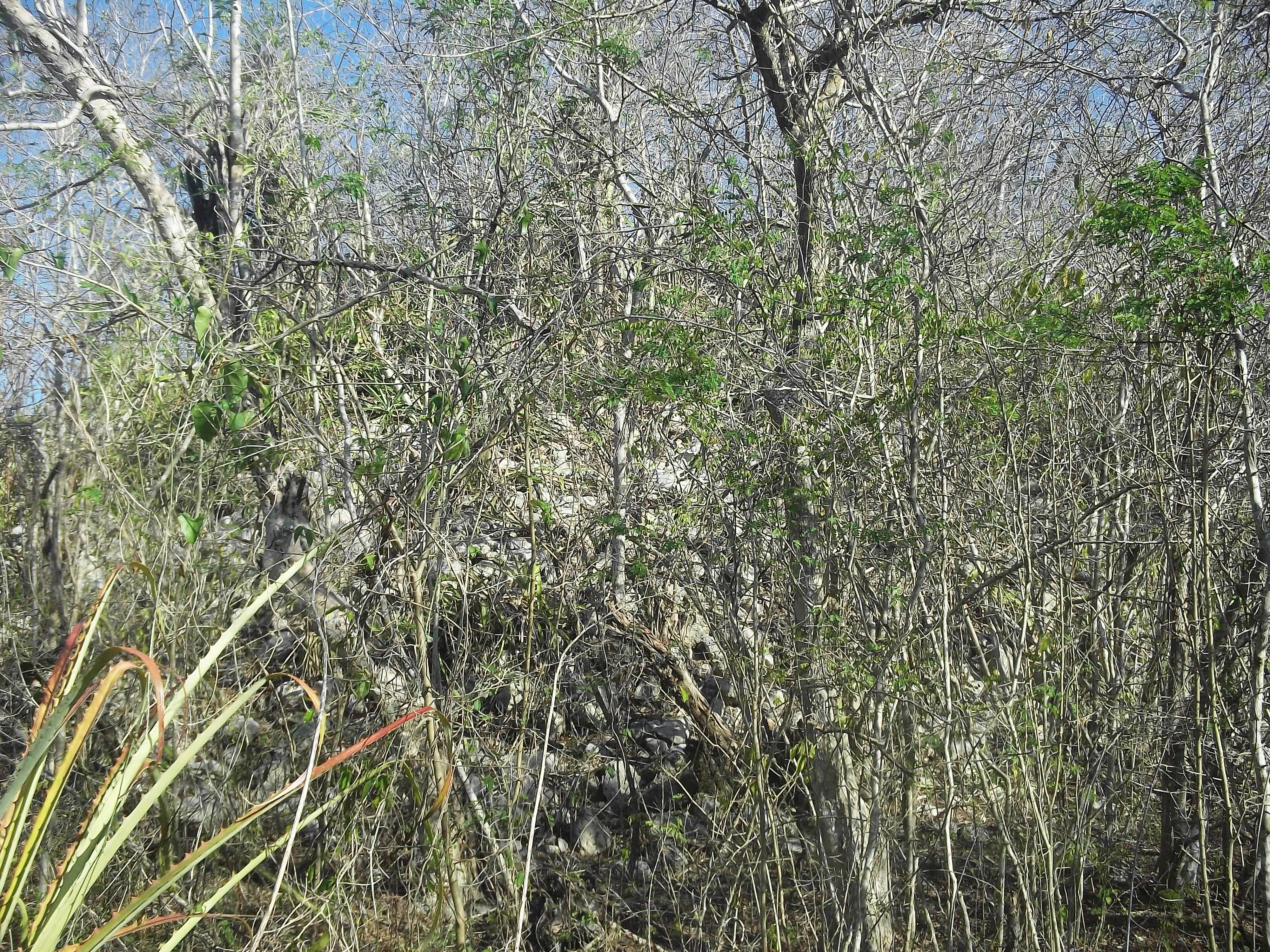
Vestigios mayas de Calotmul.
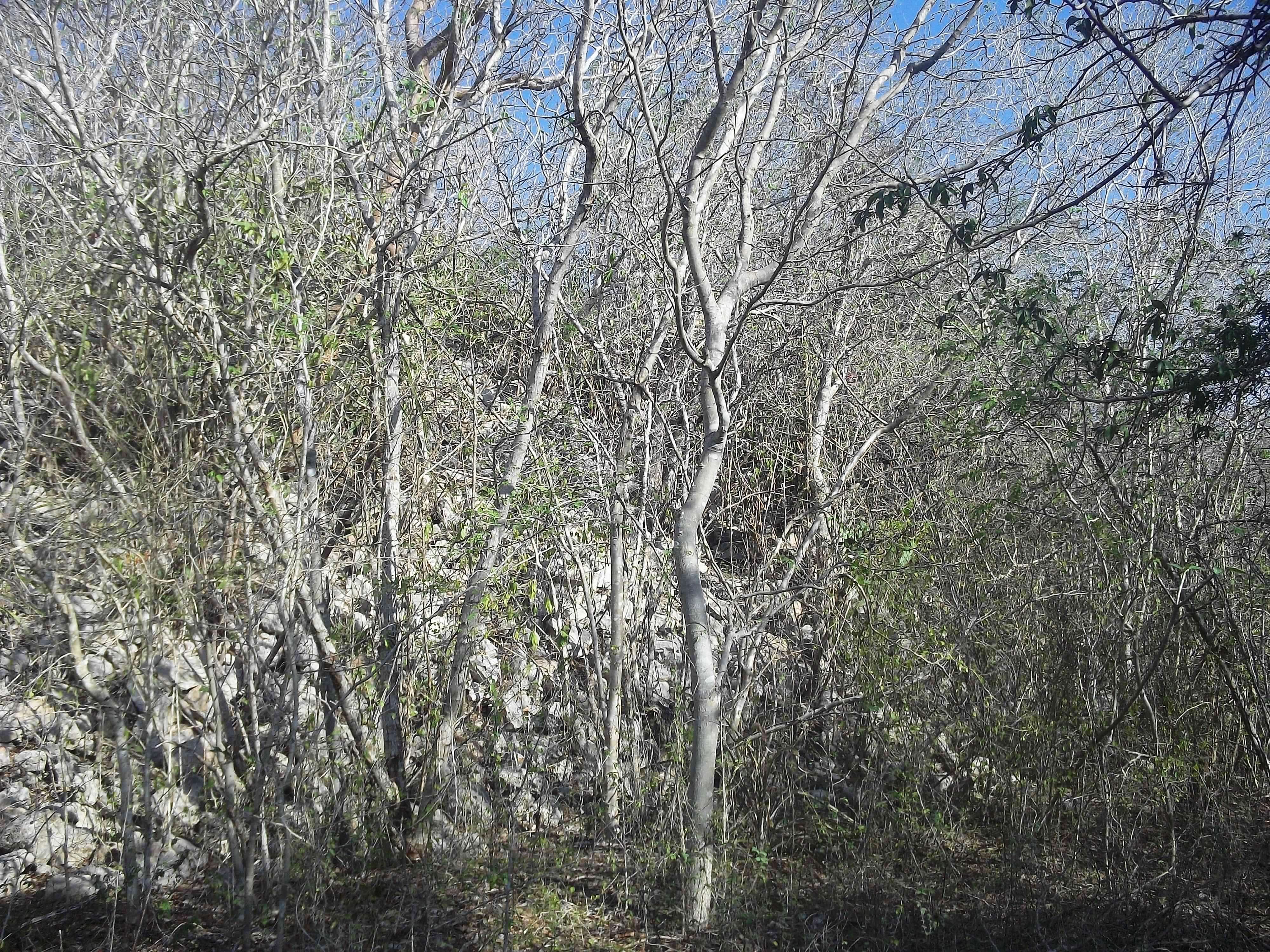
Vestigios mayas de Calotmul.
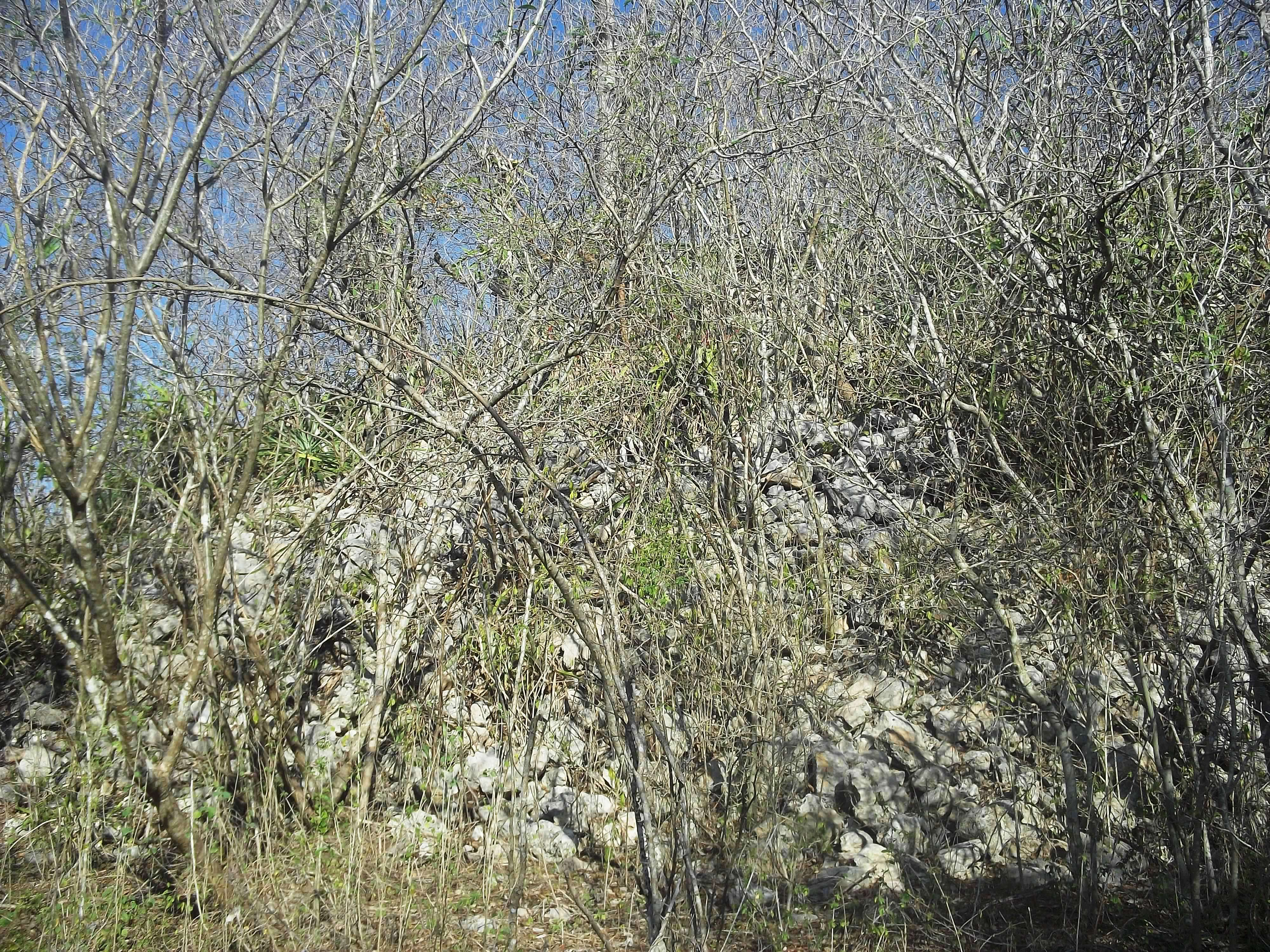
Vestigios mayas de Calotmul.
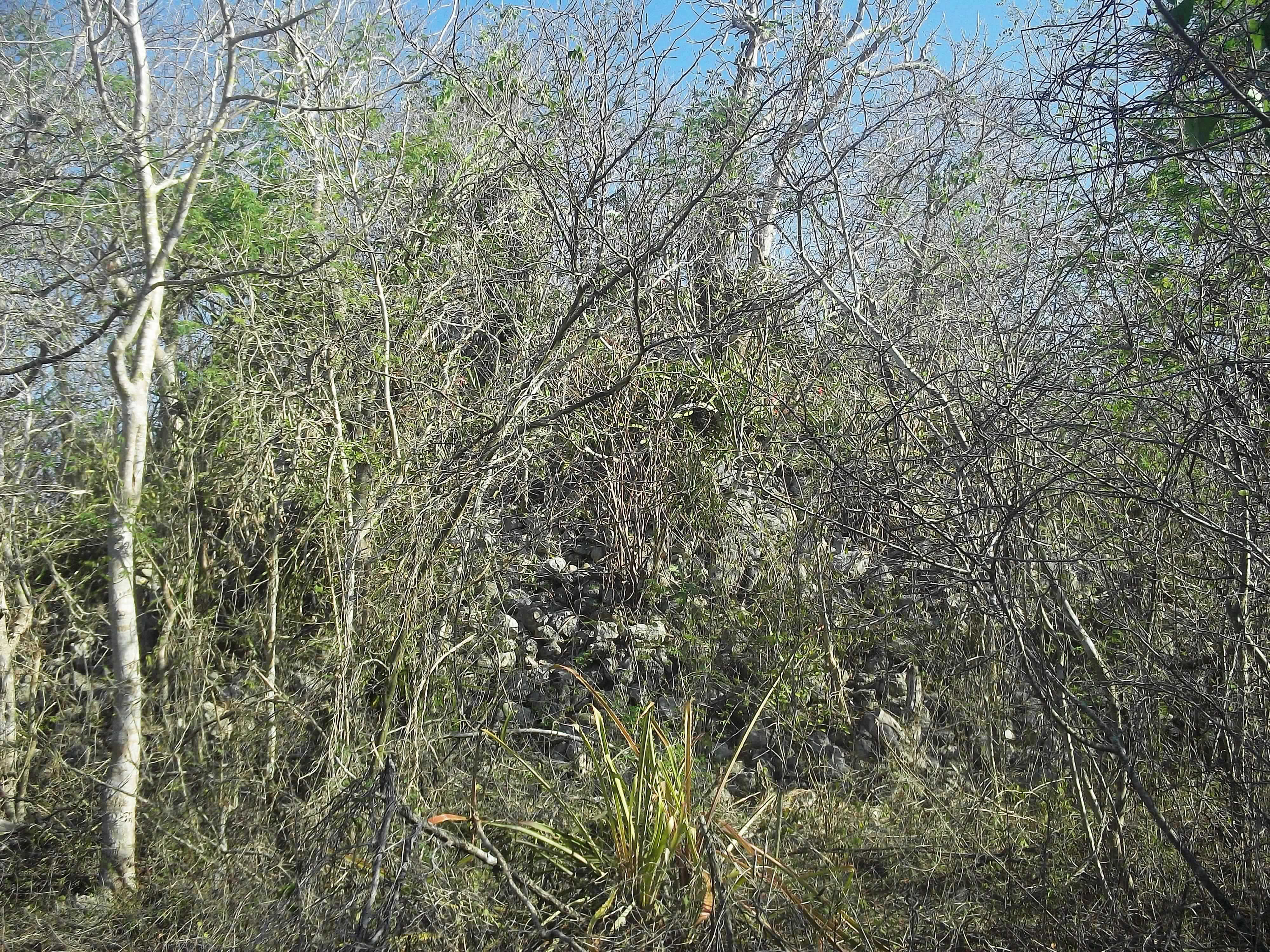
Vestigios mayas de Calotmul.
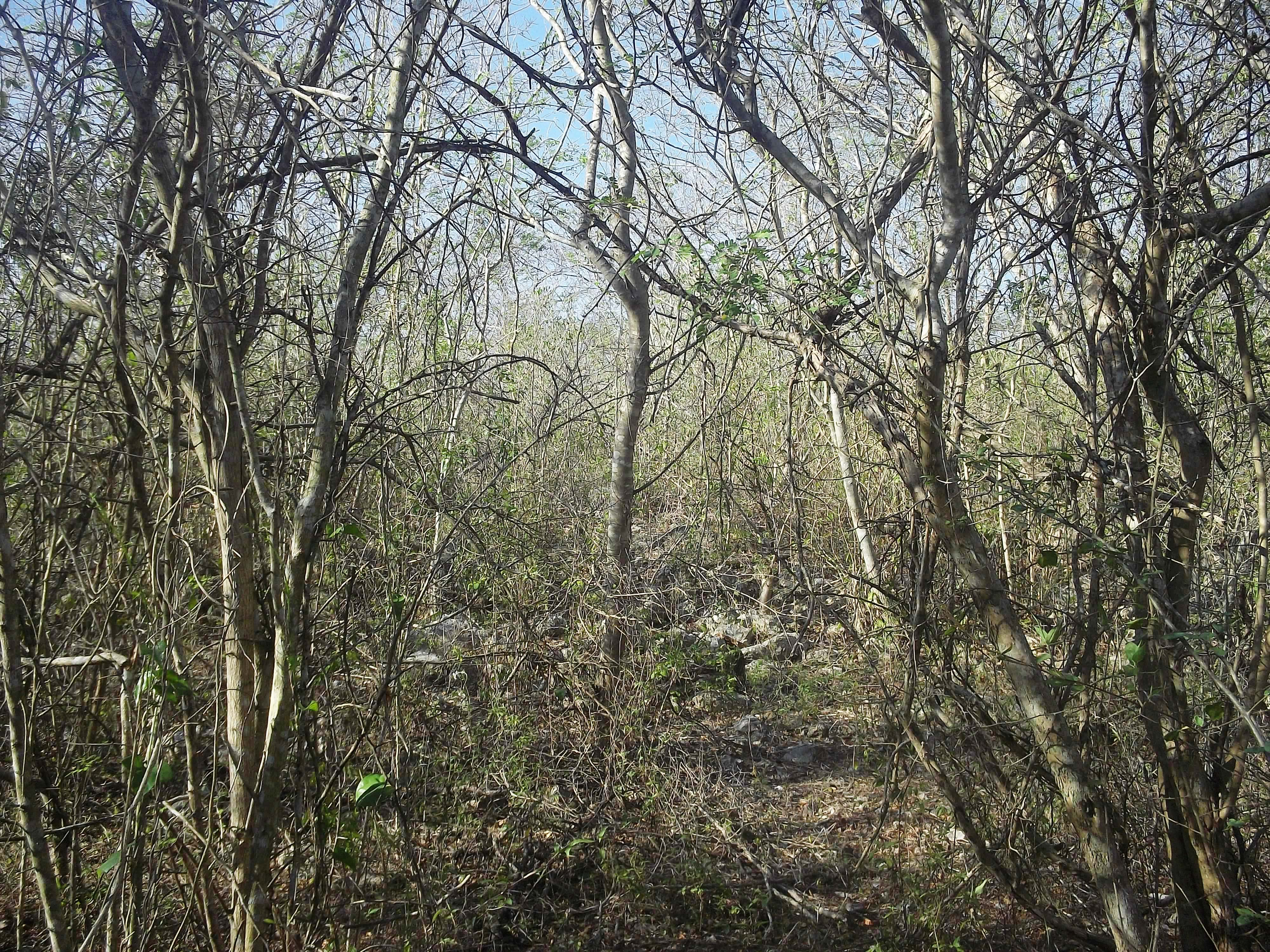
Vestigios mayas de Calotmul.
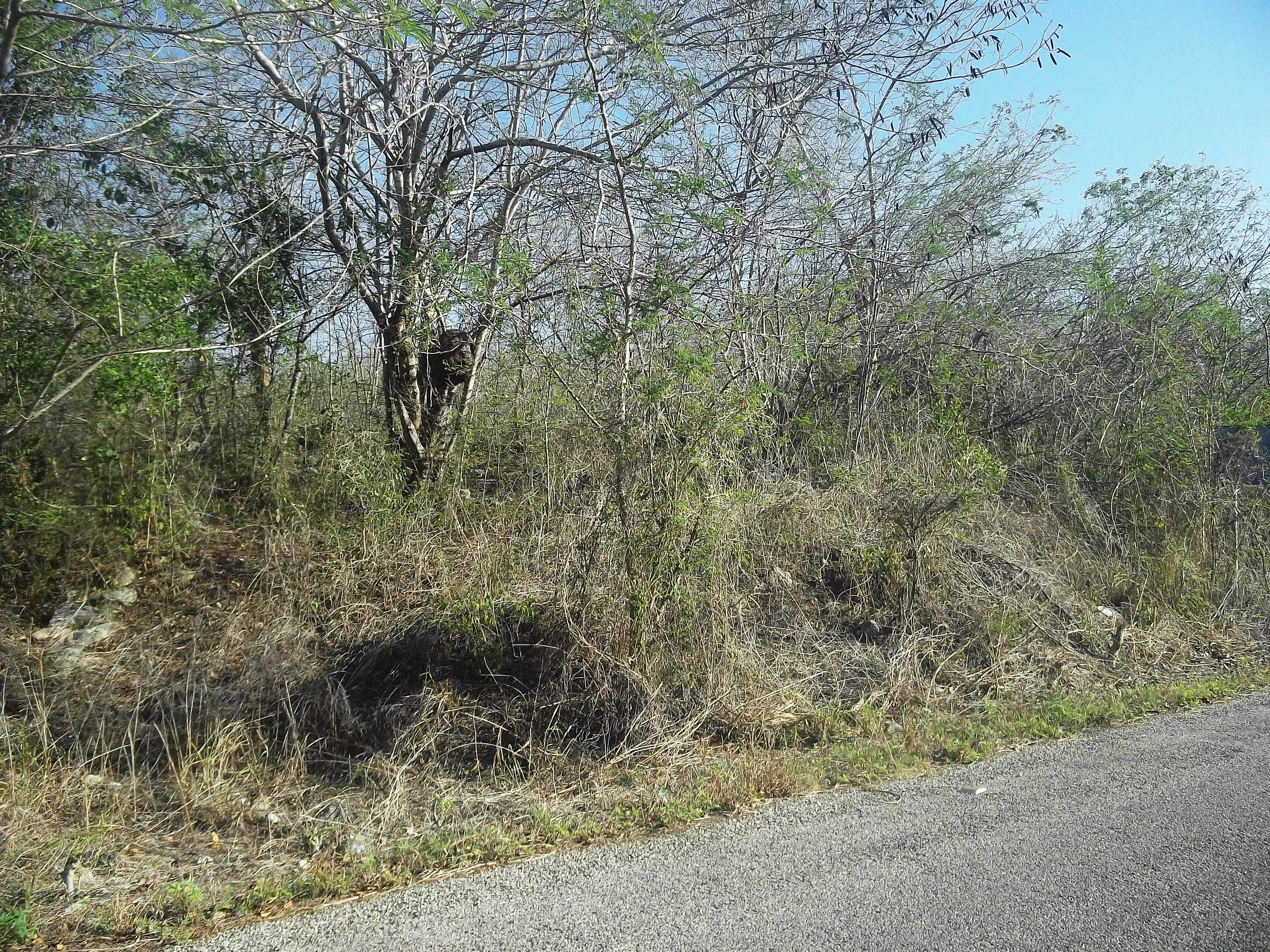
Vestigios mayas de Calotmul.
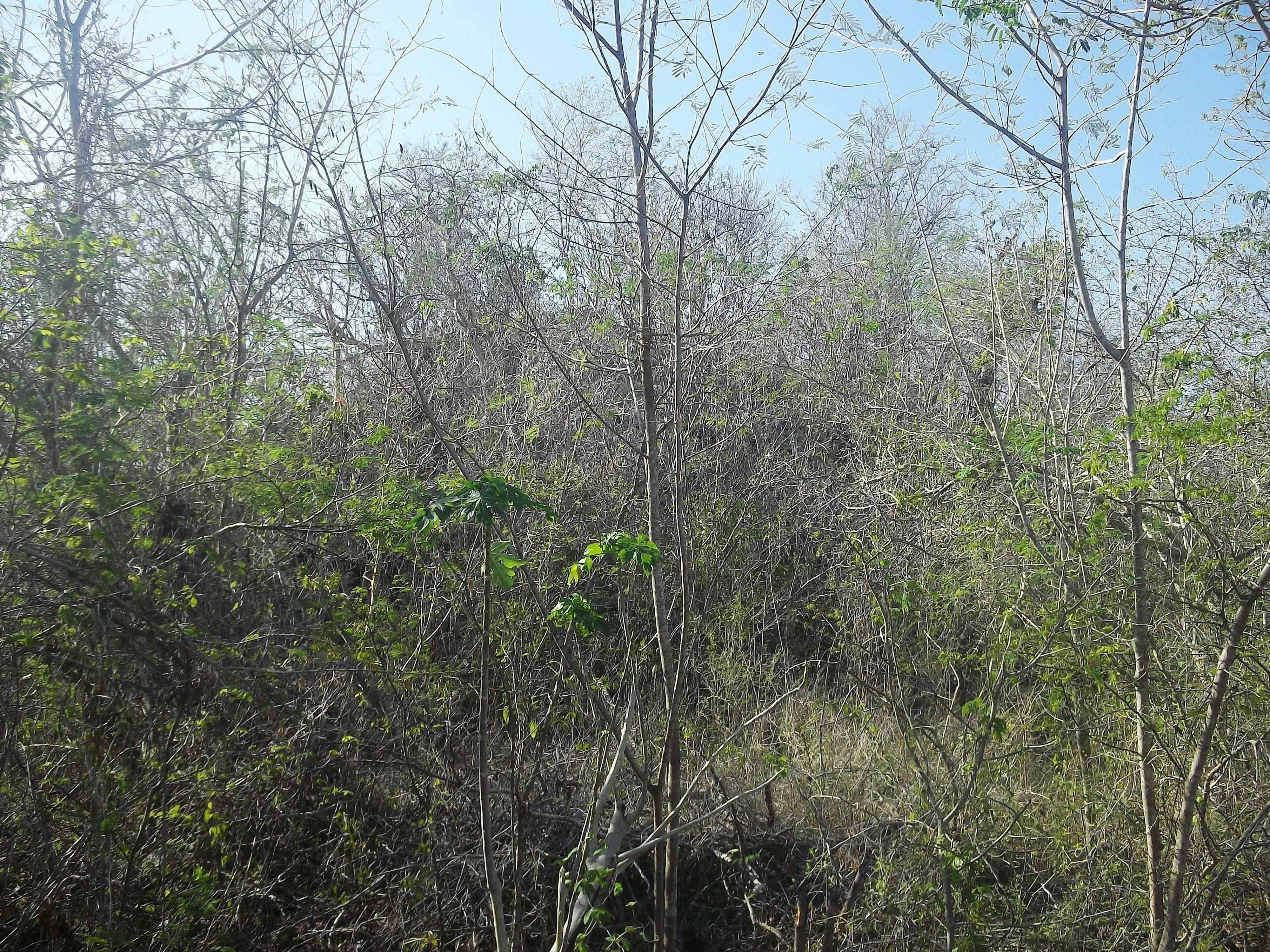
Vestigios mayas de Calotmul.
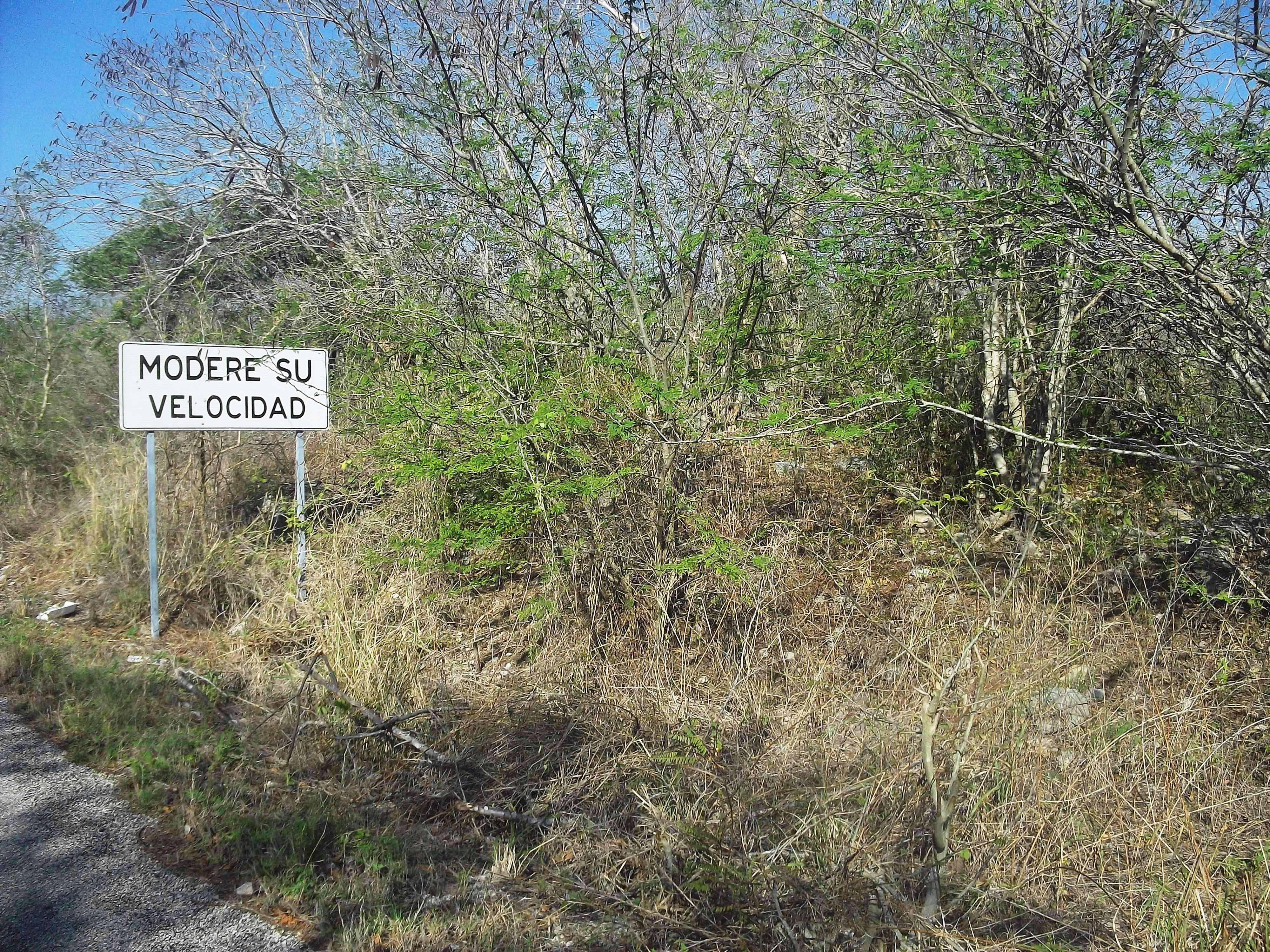
Vestigios mayas de Calotmul.
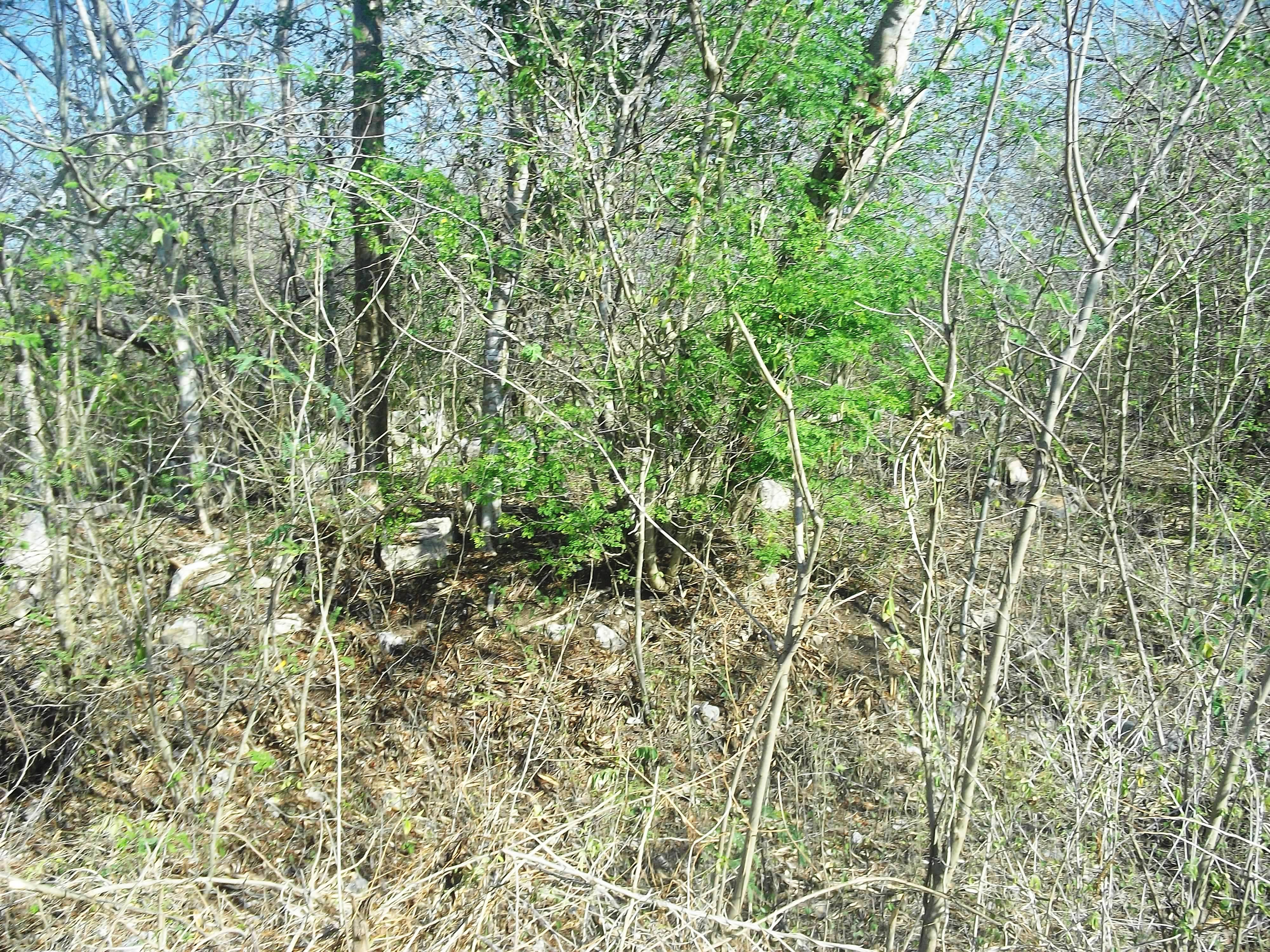
Vestigios mayas de Calotmul.
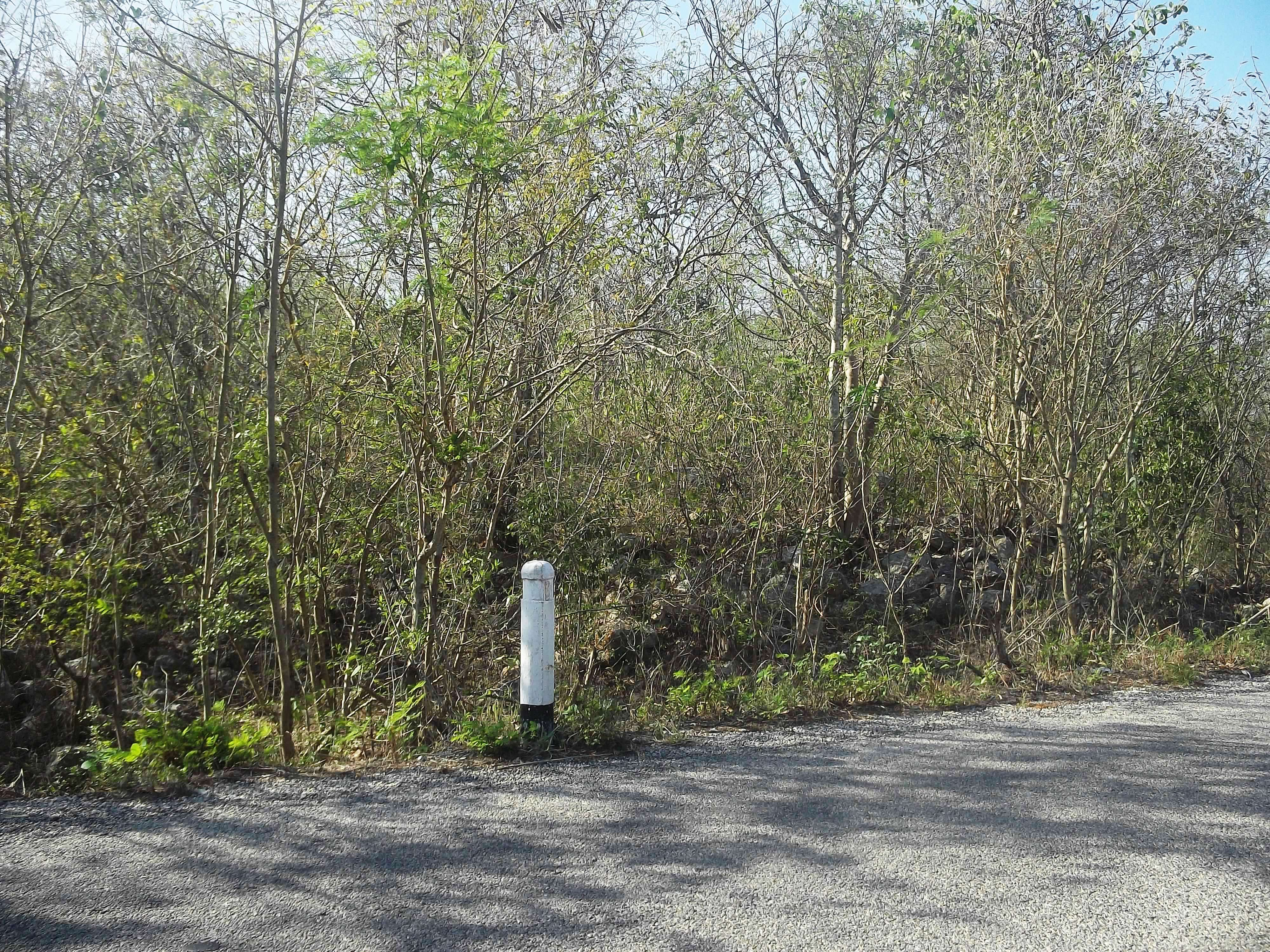
Vestigios mayas de Calotmul.
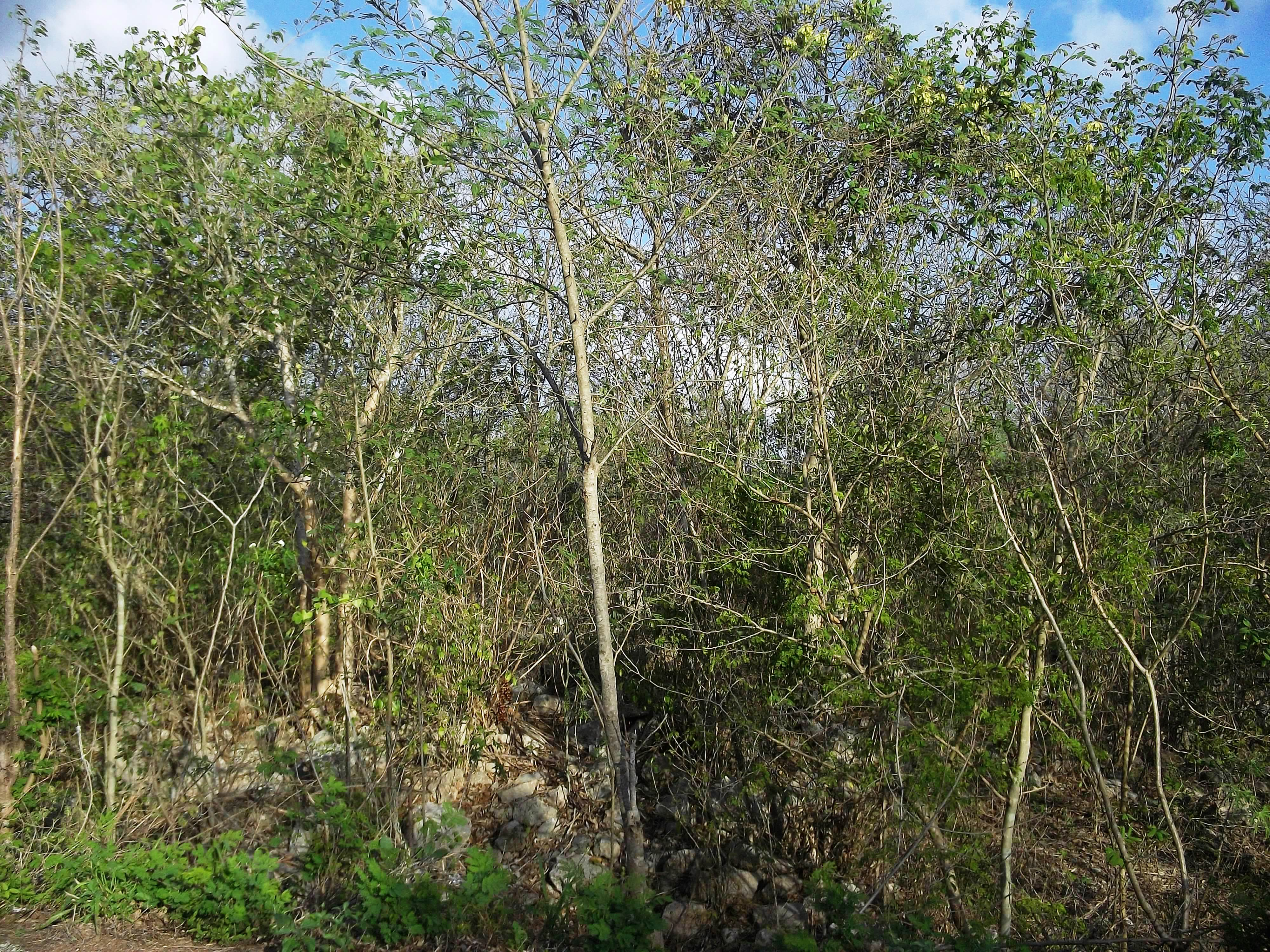
Vestigios mayas de Calotmul.
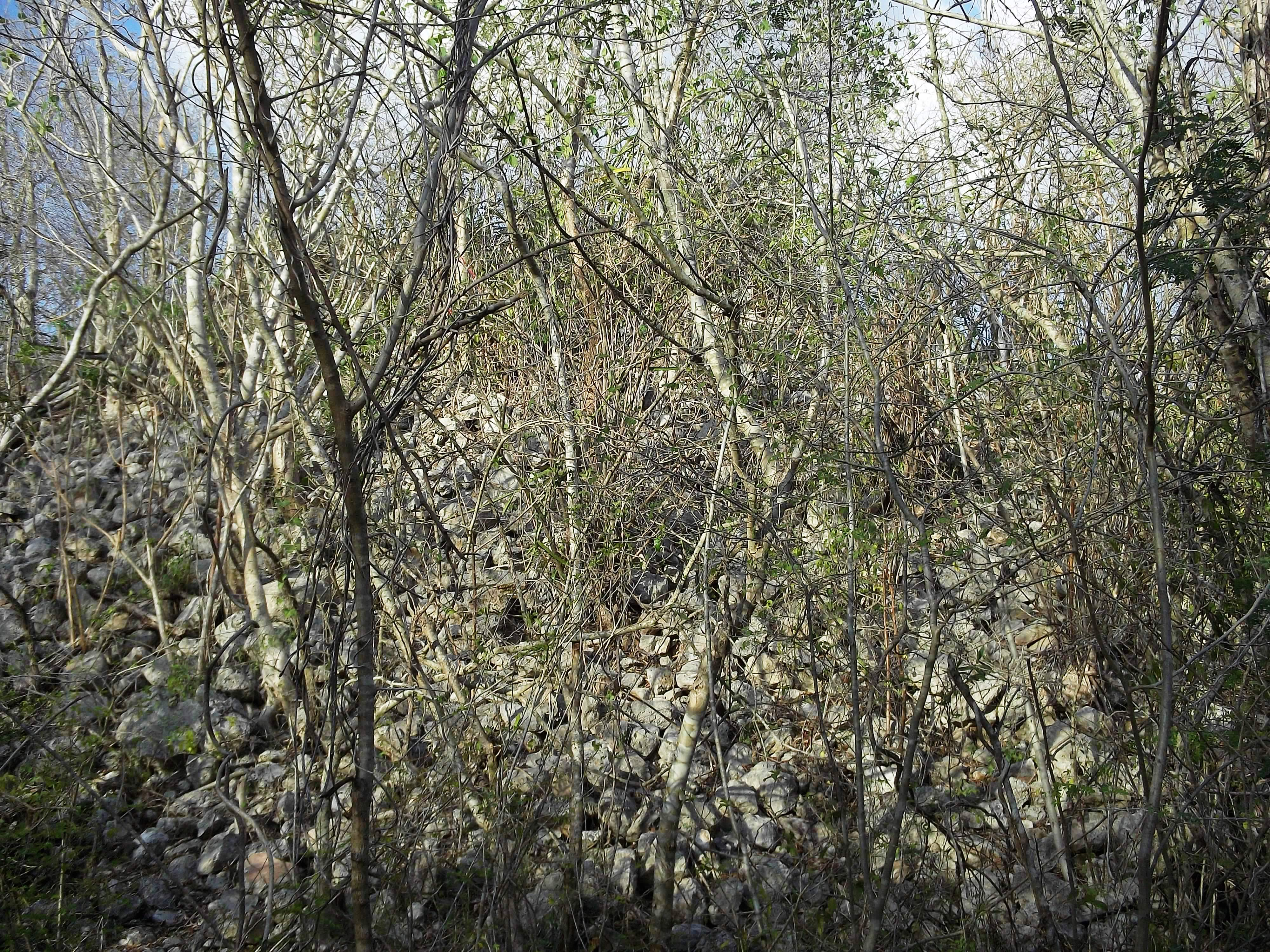
Vestigios mayas de Calotmul.
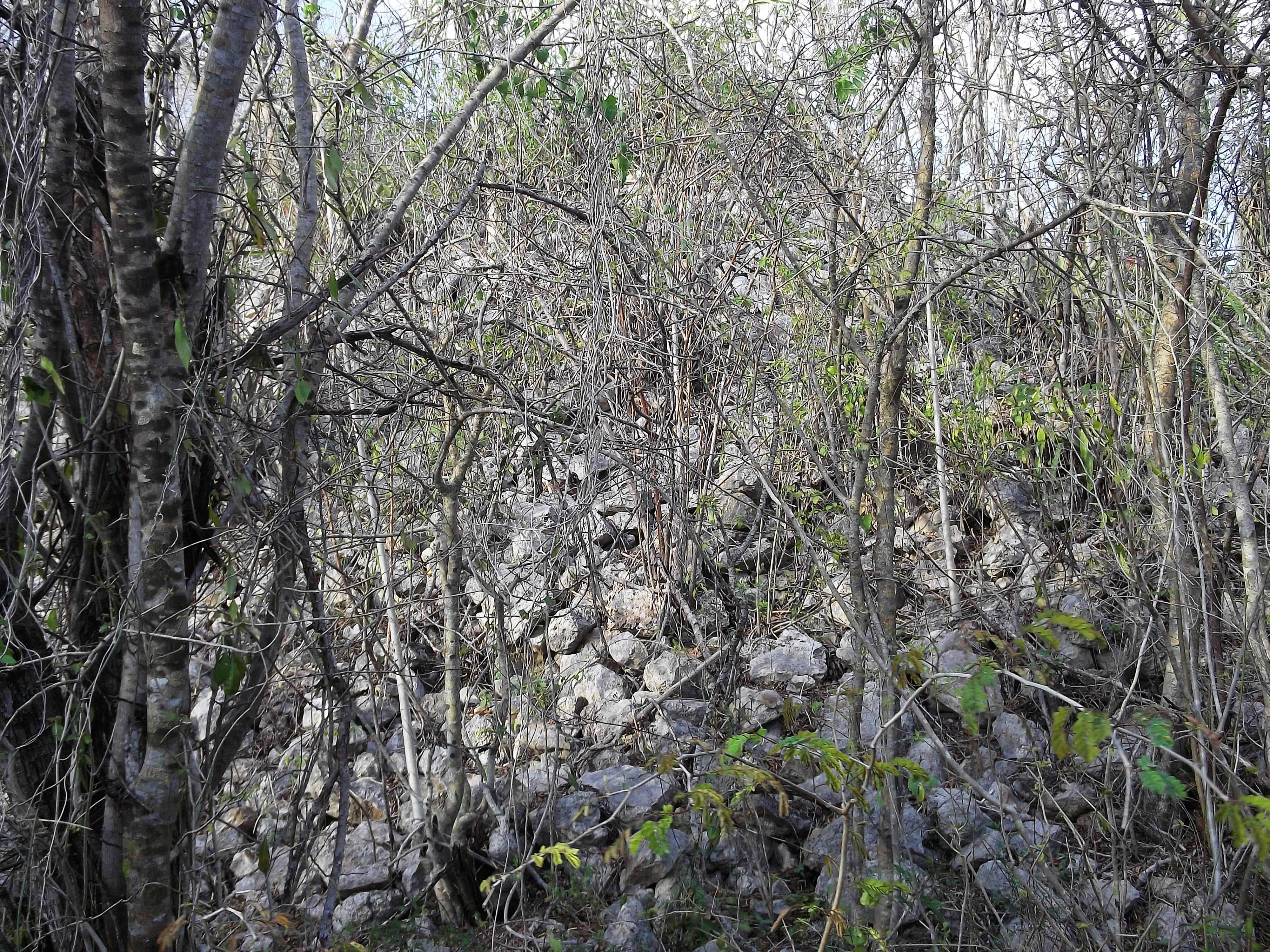
Vestigios mayas de Calotmul.
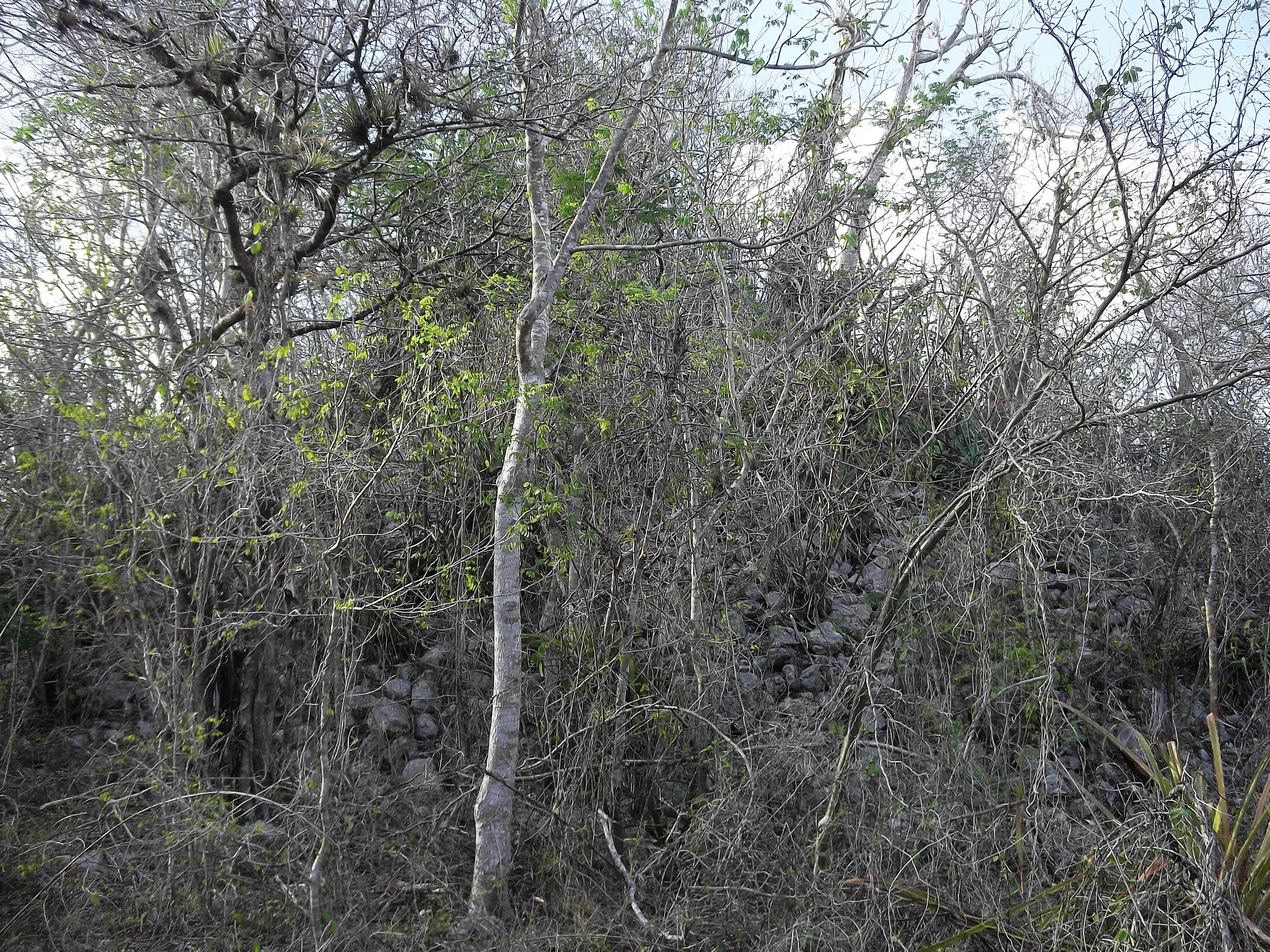
Vestigios mayas de Calotmul.
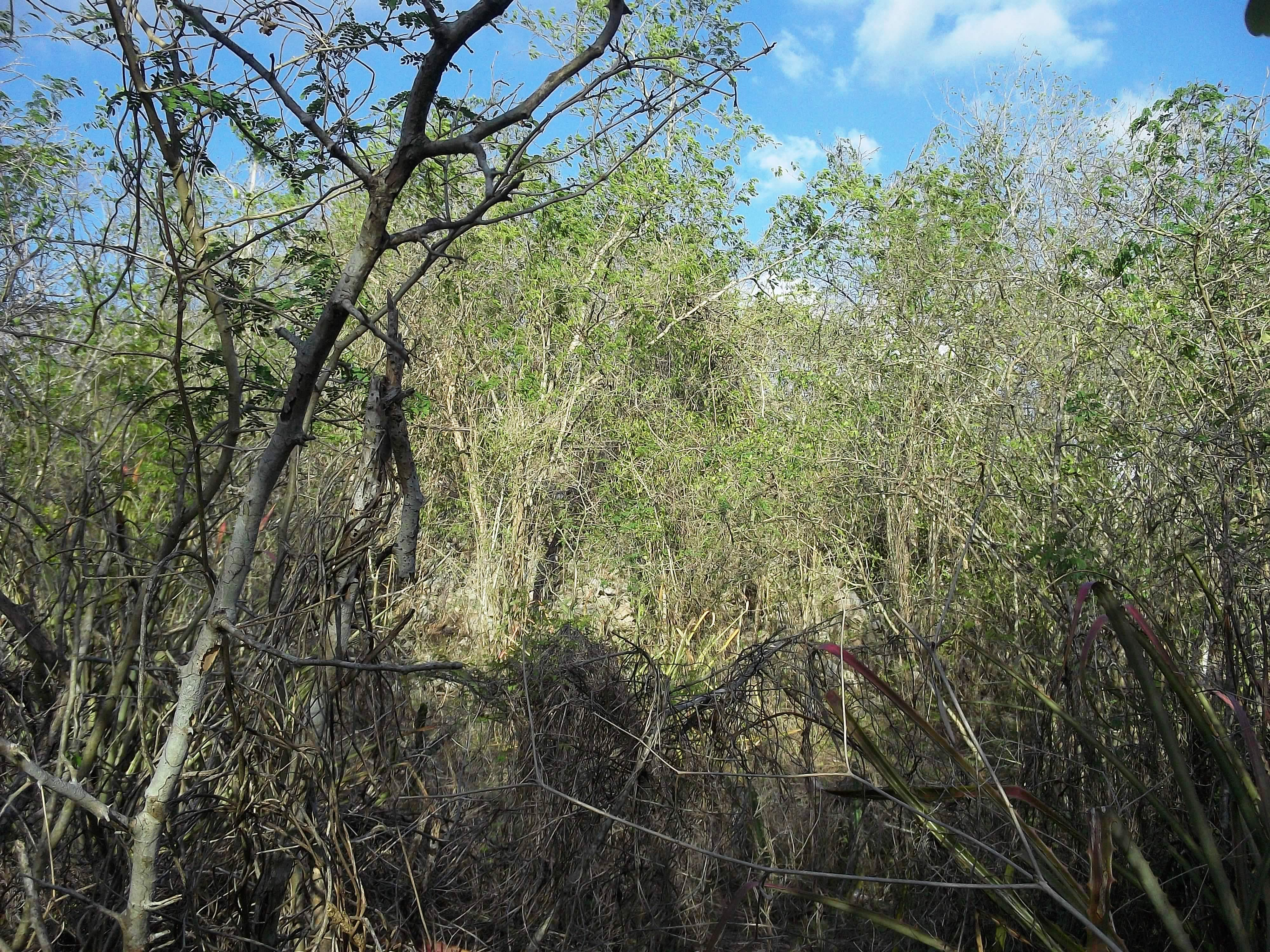
Vestigios mayas de Calotmul.
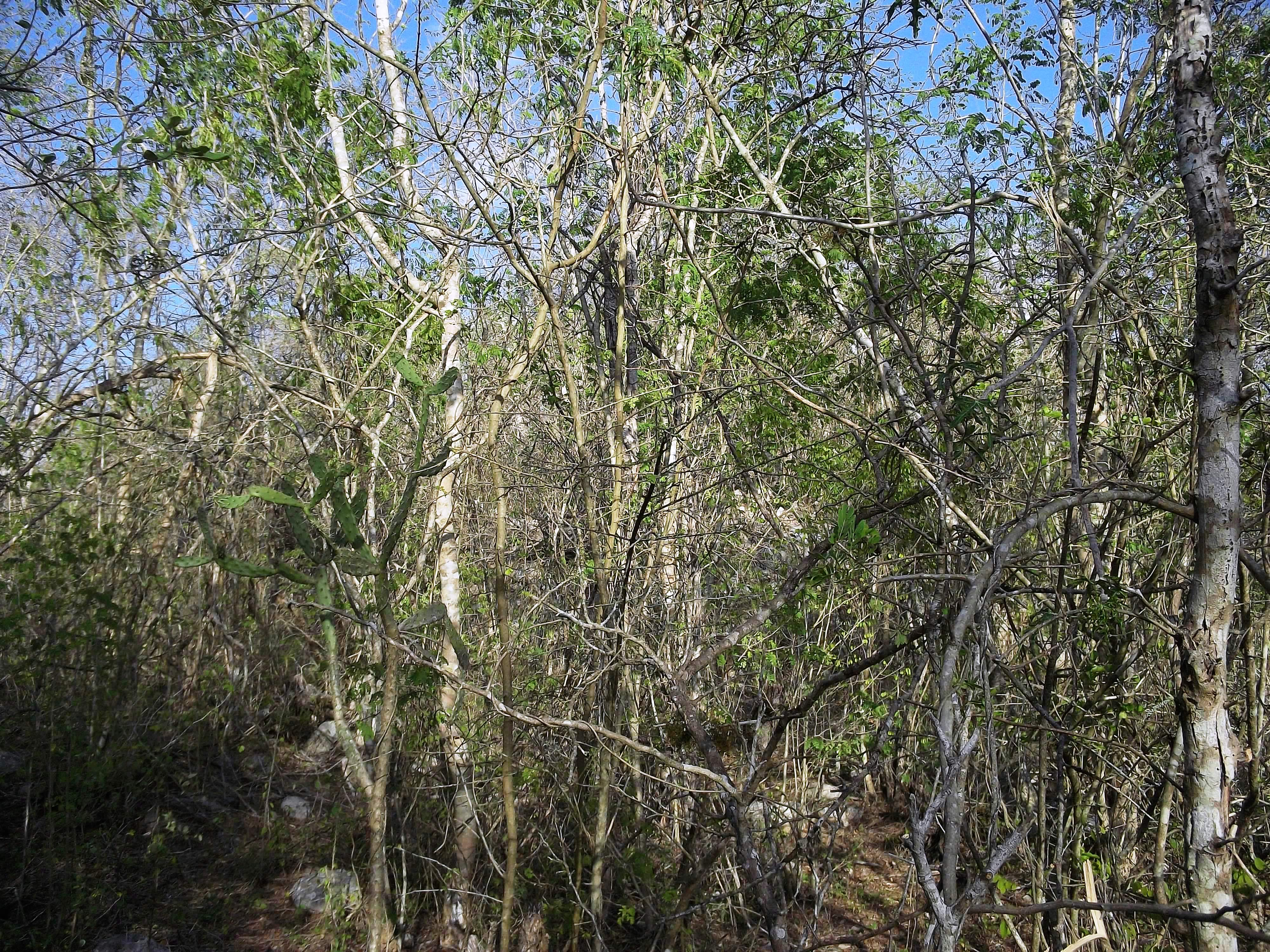
Vestigios mayas de Calotmul.
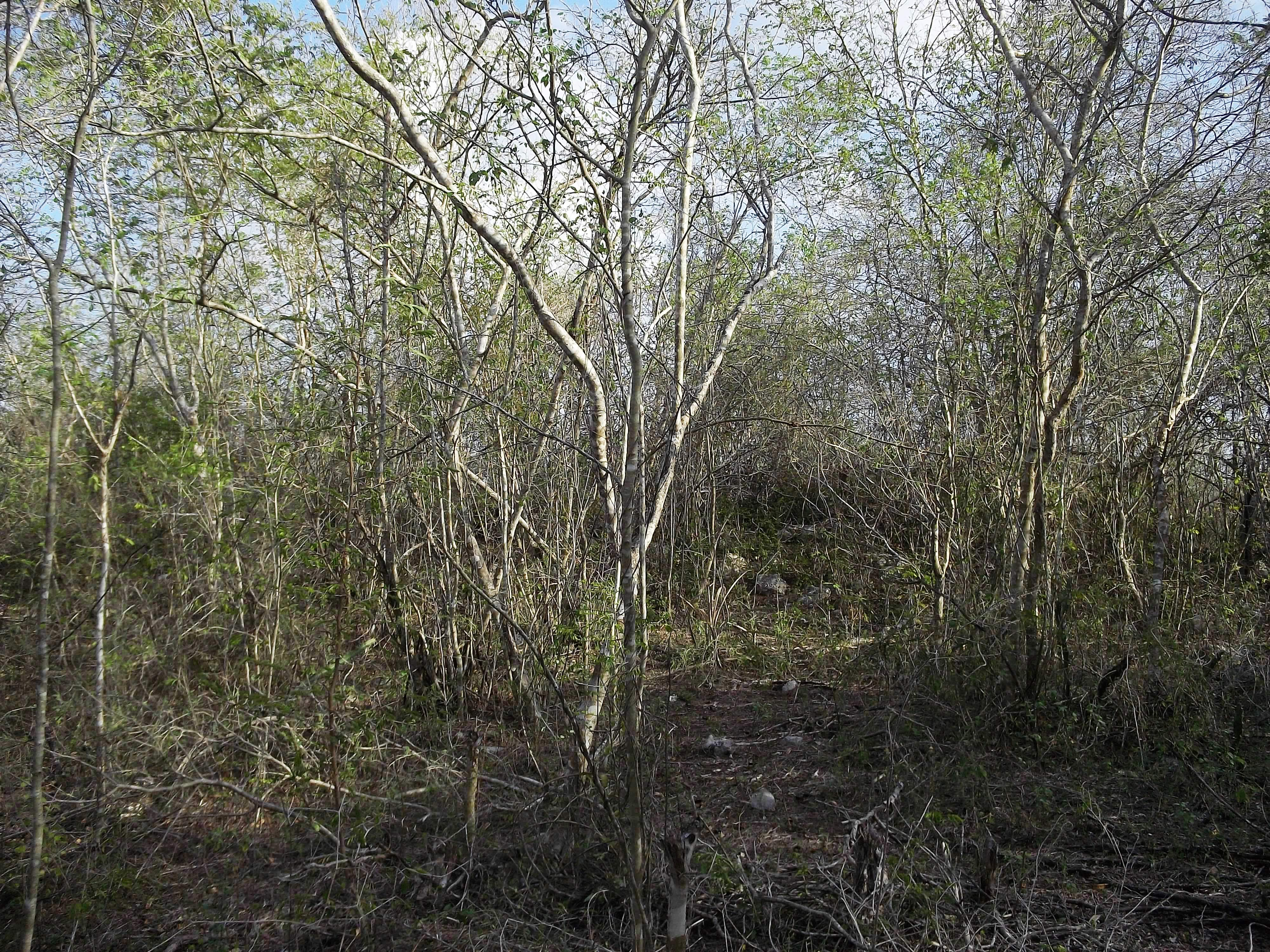
Vestigios mayas de Calotmul.
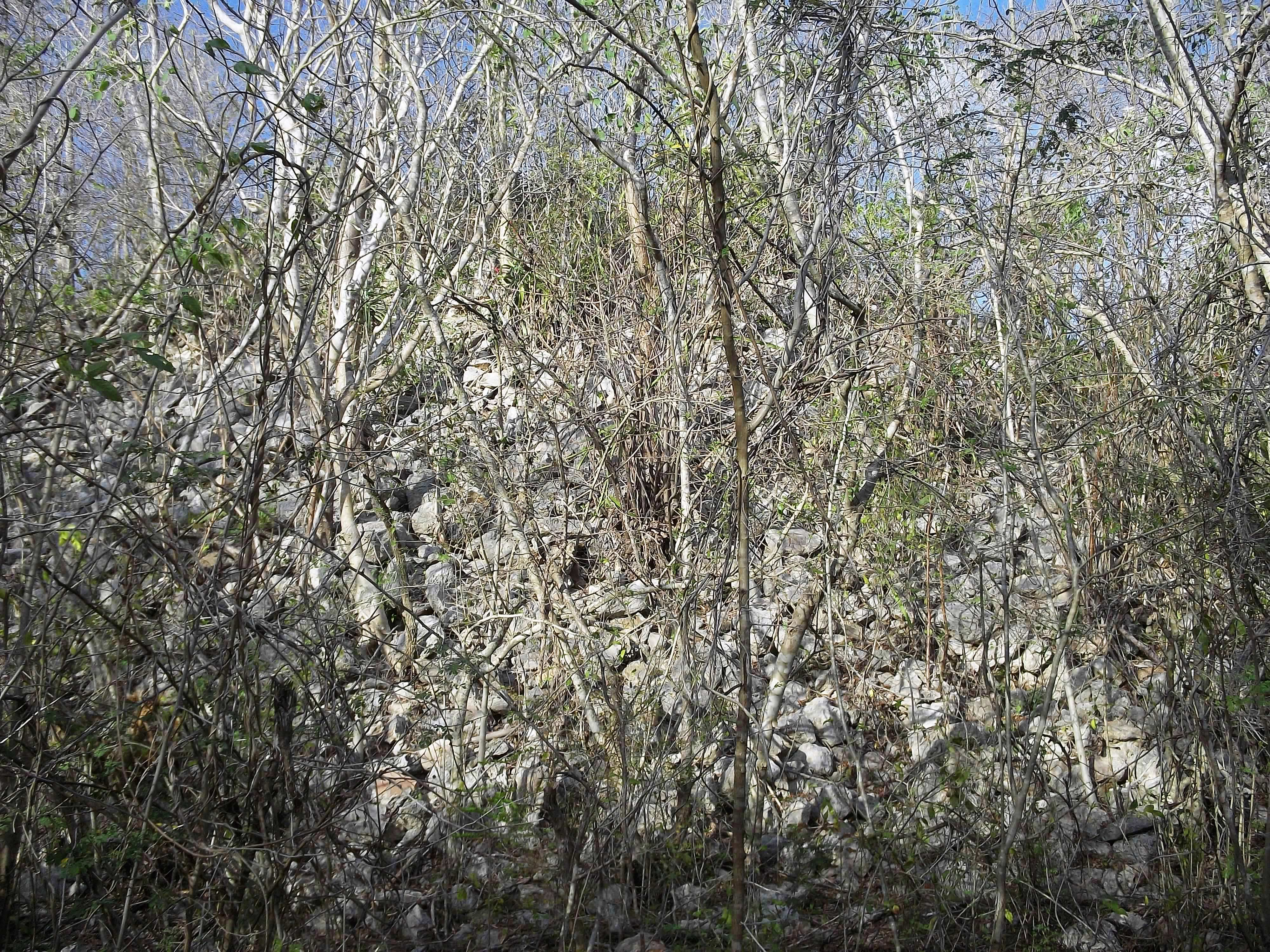
Vestigios mayas de Calotmul.
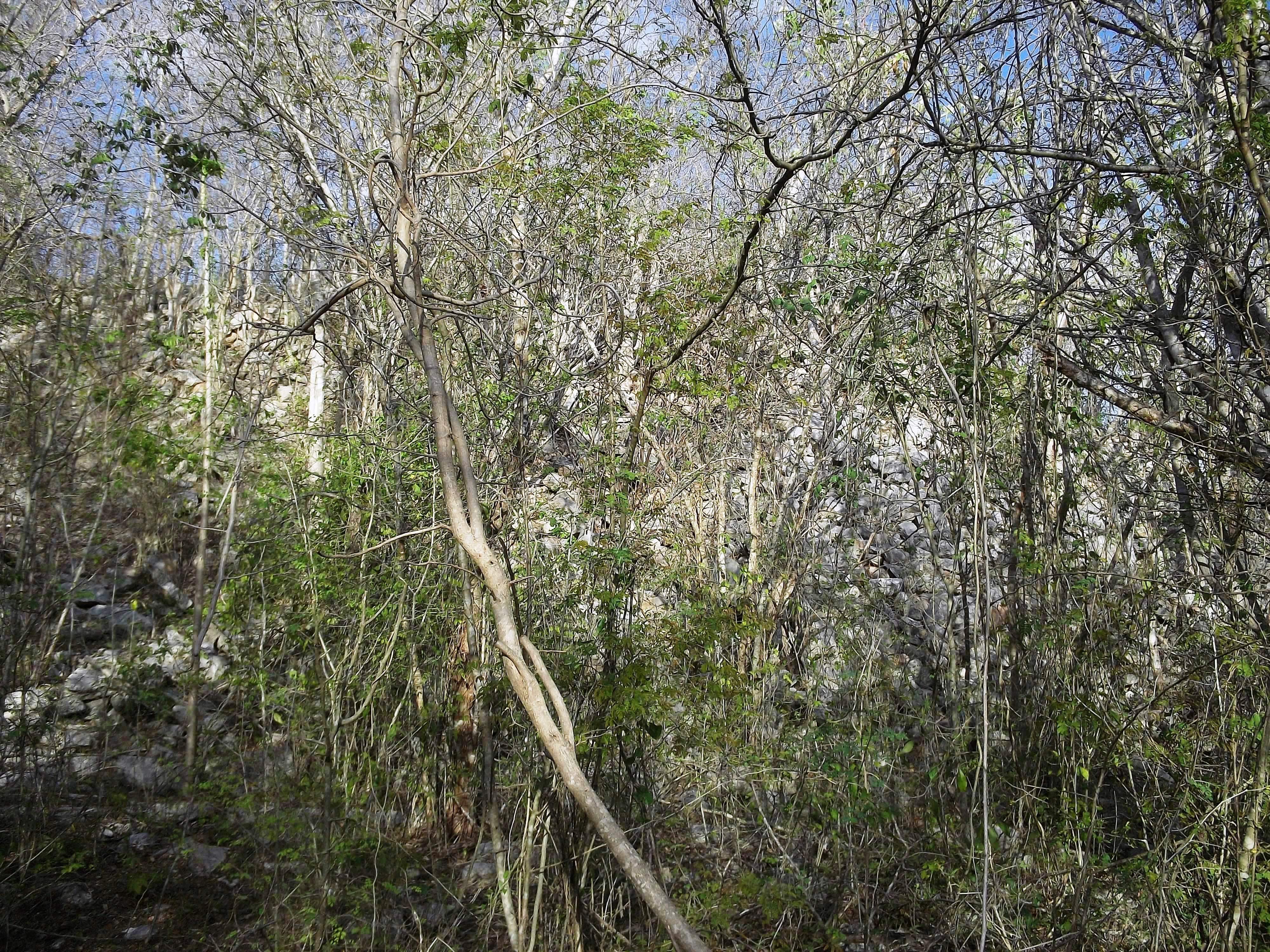
Vestigios mayas de Calotmul.
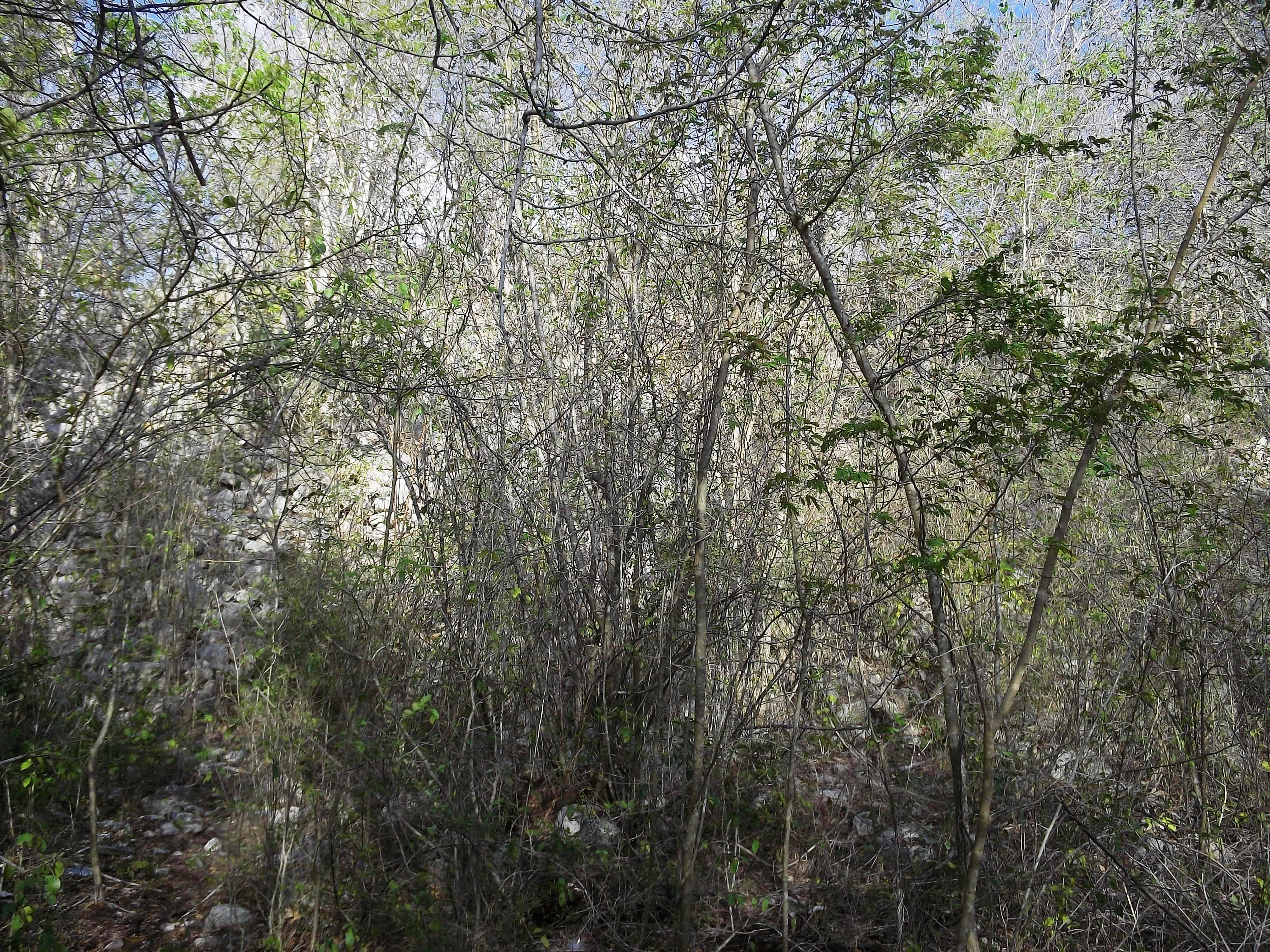
Vestigios mayas de Calotmul.
- Vestigios mayas de Calotmul.
- Vestigios mayas de Calotmul.